# Opel Senator
Der Opel Senator ist eine Pkw-Modellreihe der seinerzeit zum US-amerikanischen Automobilkonzern General Motors (GM) gehörenden Automobilmarke Opel. Er war der Nachfolger der ausgelaufenen Modelle Kapitän/Admiral/Diplomat und wurde von Februar 1978 bis Mai 1993 in zwei Generationen gebaut.
Der Senator wurde zum Teil der oberen Mittelklasse zugeordnet, teilweise aber auch der Oberklasse. Er stellte das Spitzenmodell im Opel-Programm dar. Karosserie und Technik waren vom Rekord E (Senator A) bzw. Omega A (Senator B) abgeleitet. Ein Nachfolger des Senator B wurde aufgrund der zu geringen Verkaufszahlen nicht mehr entwickelt. Stattdessen wurde das Modell Omega B als Nachfolger platziert.
Parallel zum Senator A wurde das auf diesem basierende Coupé Opel Monza mit großer Heckklappe vorgestellt und ausgeliefert. Vom Senator B gab es keine Coupé-Version mehr.
Der Opel Senator A diente zudem als Basis für den von Anfang 1981 bis Ende 1989 gefertigten Sportwagen Bitter SC.

## Vorgeschichte

### Phase des Wirtschaftswunders
Von 1950 bis 1964 verkaufte Opel mit den Kapitän-Modellen die meisten Sechszylinder-Fahrzeuge in Deutschland.
Dies änderte sich im Frühjahr 1964 mit dem Erscheinen der ersten KAD-Baureihe (Kapitän, Admiral und Diplomat), die sich bis Herbst 1968 nur 89.277 mal verkaufen ließ, während vom vorigen Modell (Kapitän P 2,6) noch an die 140.000 Stück abgesetzt worden waren. Die erste KAD-Serie war nicht nur erheblich größer als der bisherige Kapitän. Auch das ausladende, an US-amerikanische Vorbilder erinnernde Design und Format sowie die bis zu 5,4 Liter großen V8-Motoren aus US-amerikanischer Produktion trafen den Geschmack des deutschen Publikums nicht mehr in dem Maße wie die früheren Kapitän-Modelle zur Hochzeit des Wirtschaftswunders.
Anfang 1969 präsentierte Opel die KAD B genannte Baureihe. Sie war zwar 4,8 cm kürzer, 1,5 cm flacher und 5 cm schmaler als ihre Vorgänger und hatte dank einer De-Dion-Hinterachse einen stark verbesserten Fahrkomfort, jedoch konnten diese Verbesserungen den Abwärtstrend in den Verkaufszahlen nicht aufhalten; in der Oberklasse in Deutschland dominierten ab Mitte der 1960er Jahre vor allem Mercedes-Benz und zunehmend auch BMW. Im Sommer 1977 wurde die Reihe nach nur 61.619 verkauften Exemplaren vom Markt genommen.

### Energiekrise der 70er Jahre
Die noch bis in die frühen 1970er-Jahre laufenden Entwicklungsarbeiten an einer Nachfolgereihe für Admiral und Diplomat wurden nicht zuletzt infolge der ersten Ölkrise 1973/74 und der damit einhergehenden geänderten Kundenbedürfnisse eingestellt. Schließlich hatte Opel erkannt, dass es für einen Massenhersteller unmöglich geworden war, auch im Oberklassesegment erfolgreich zu sein.
Folglich wurden die im Mai 1978 eingeführten Modelle Senator und Monza anfangs noch als Ersatz für den sechszylindrigen Commodore B geplant, der von Anfang 1972 bis Sommer 1977 als Limousine und Coupé angeboten worden war. Jedoch verliefen erste interne Publikumstests anders als erwartet, da die befragten Personen die Fahrzeuge höher einstuften als von Opels Modellstrategen antizipiert, was zur Folge hatte, dass beide Modelle in den ersten Tests der Motorpresse zunächst mit Oberklasse-Fahrzeugen verglichen wurden.
Die Auto Zeitung verglich den Senator 1978 mit dem Mercedes-Benz 280 SE (W 116) und dem BMW 730 (E 23), der Monza wurde dem damals über 10.000 DM teureren BMW 630 CS (E 24) gegenübergestellt. Beide Opel-Modelle schnitten hierbei gut ab, der Senator gewann den Vergleichstest, weil er komfortabler, dynamischer und in der Anschaffung günstiger war.
Opel veröffentlichte im Anschluss an die Tests der Presse eine Broschüre für die Verkäufer des Opel-Händlernetzes, in der unter dem Titel Monza – im Vergleich festgestellt wurde: „Wie der Senator zielt auch der Monza mit seinen herausragenden Eigenschaften und Qualitäten auf das mittlere und obere Segment der Großwagenklasse, in der bisher Mercedes-Benz und BMW den Ton angaben.“ Schwerpunkt der Publikation war es, die Vorzüge des Monza den Vorzügen und Schwächen von Mercedes-Benz 280 C/CE, BMW 630 CS / 633 CSi, Porsche 924 sowie Rover 3500 gegenüberzustellen.
Technische Basis der Modelle Senator A, Monza A und des im Herbst 1978 vorgestellten Commodore C war der Rekord E: Alle Modelle hatten den gleichen Karosseriegrundkörper, die drei erstgenannten hatten dabei einen gleichen, längeren Vorderwagen mit Platz für Reihen-Sechszylinder-Motoren, die Opel „Schnüffelschnauze“ nannte: Die Scheinwerfer standen nicht mehr traditionell senkrecht im Fahrtwind, sondern aerodynamisch nach hinten geneigt, während sich die Stoßstange prominent ganz vorn befindet. Während die Karosserie des Commodore ab der A-Säule der des Rekord entsprach, war der Monza ein Coupé, dessen Radstand mit denen des Rekord und Commodore identisch ist. Der Senator hat einen 15mm längeren Radstand als die drei anderen Modelle und hinter den hinteren Türen je ein weiteres Fenster auf jeder Seite, und, wie der Monza, eine repräsentative Heckpartie mit fast schwarz wirkenden Rückleuchten.
Anstelle der von vier Längslenkern und einem Panhardstab geführten hinteren Starrachse bei den Modellen Rekord und Commodore hatten Senator und Monza zudem eine technisch aufwändigere Schräglenkerachse. Hier kamen als Weltneuheit im Automobilbau erstmalig Schraubenfedern zu Einsatz, die als „Miniblockfedern“ bezeichnet nicht nur einen inkonstanten Materialdurchmesser hatten, sondern zusätzlich sich doppelkonisch verjüngend ausgeführt waren. Vorteile waren geringer Platzbedarf, sehr progressive Kennung und Geräuschfreiheit.

## Modellgeschichte Senator A

### Senator A1 (1978–1982)

#### Einführung und Produktion
Der Senator A1 (und auch der Monza A1) wurde auf der IAA im September 1977 vorgestellt und ab Februar 1978 gebaut. Sowohl Senator als auch Monza wurden bei ihrem Erscheinen von der Autopresse (u. a. auto motor und sport) als ein ernstzunehmender Neuanfang für Opel in der oberen Mittelklasse gefeiert.

#### Technische Merkmale
Senator A und Monza verfügten als erste Opel-Modelle über Einzelradaufhängung und Miniblockfedern an der Hinterachse. Der Kunde hatte anfangs die Wahl zwischen zwei Motorisierungen. Im Senator 2,8 S war der aus dem Admiral/Diplomat bekannte und überarbeitete 2,8-Liter-Motor eingebaut, der 103 kW (140 PS) leistete und mit einem Solex-Doppelregistervergaser ausgestattet war. Das neue Opel-Spitzenmodell bildete der Senator 3.0 E mit drei Litern Hubraum und einer Leistung von 132 kW (180 PS), der über eine elektronische Bosch-L-Jetronic-Benzineinspritzung verfügte. Ab August 1978 war zusätzlich der Senator 3.0 S mit drei Litern Hubraum, 110 kW (150 PS) und einem Solex-Doppelregistervergaser erhältlich. Letzterer wurde jedoch von der Kundschaft kaum beachtet. Serienmäßig mit einem 4-Gang-Getriebe ausgestattet, war der Senator ab Juli 1979 optional auch mit einem 5-Gang-Getriebe verfügbar.
Der 3.0-E-Motor verhalf Senator und Monza zu überlegenen Fahrleistungen gegenüber der Konkurrenz, lief aber in höheren Drehzahlbereichen relativ rau, besonders im Vergleich zu den damals im Hinblick auf die Laufkultur als vorbildlich geltenden BMW-Reihensechszylindern, und litt bei Vollgasfahrten unter thermischen Problemen und Vibrationen, die erst durch Verwendung eines Motorölkühlers und andere Maßnahmen am Motor in der Baureihe A2 abgestellt wurden.

### Ausstattungsvarianten

#### Basisversion
Sowohl den Senator als auch den Monza gab es als Basisversion mit einem Interieur in rot, grün, beige, blau oder schwarz, bei dem im Gegensatz zu Rekord/Commodore nahezu sämtliche Details farblich harmonisch aufeinander abgestimmt waren. Die Armaturentafel entsprach dabei der des Rekord/Commodore, nur orientierte diese sich hier auch im oberen Bereich an der Farbe der restlichen Innenausstattung. Die Sitzbezüge verwendeten zwei verschiedene (Velours-) Stoffe, die auch im Ascona/Manta B verwendet wurden. Dazu gab es Stahlfelgen wie beim Commodore.

#### C-Ausstattung
Die C-Ausstattung bot Holzimitatleisten am Armaturenbrett (im Basis-Senator nur am Armaturenbrett, allerdings nicht im Basis-Monza) sowie an den Türverkleidungen und eine Veloursausstattung, die die gleichen Sitzbezüge umfasste, die auch im Rekord/Commodore Berlina verwendet wurden. Drehzahlmesser sowie zwei zusätzliche Cockpitinstrumente für Bordspannung sowie Öldruck waren ebenso serienmäßig wie 14-Zoll-5-Speichen-Alufelgen von Ronal (serienmäßig bereits im Basis-Monza) sowie schmale Zierstreifen an den seitlichen Flanken, die farblich auf Außen- und/oder Innenfarbe abgestimmt waren. Abgerundet wurde das C-Paket durch einen serienmäßigen Werkzeugsatz.

#### S-Paket
Wahlweise gab es für Senator und Monza in der Basis- sowie der C-Ausstattung zusätzlich das S-Paket, das über einen schwarzen statt verchromten Kühlergrill verfügte, zusätzliche Cockpitinstrumente, eine straffere Fahrwerksabstimmung und ein „S“-Emblem auf den vorderen Kotflügeln sowie einen Werkzeugsatz beinhaltete.

#### CD-Ausstattung
Die Top-Ausstattungslinie CD gab es serienmäßig nur in fünf Metallicfarben (Weißgold, Opalgrün, Aquamarinblau, Astrosilber, Achatrot). Sie war nicht mit dem S-Paket kombinierbar, äußerlich an schwarzen Fenstereinfassungen sowie schwarz abgesetzten Alufelgen und einem seitlich an den vorderen Kotflügeln (ab August 1979) sowie in der Mitte des Lenkrads angebrachten „CD“-Emblem (bis August 1979) zu erkennen.
Darüber hinaus enthielt der Senator CD serienmäßig Lenkradhöhenverstellung, Automatikgetriebe, Klimaanlage, elektrische Fensterheber, Zentralverriegelung, Sitzheizung, Leichtmetallräder, Scheinwerfer-Wisch-Wasch-Anlage, und Stereo-Radio/Kassettenspieler. Er war nur mit dem 3,0-Liter-Einspritzmotor lieferbar. Die Sitzgarnituren waren komplett (statt nur auf den Sitzflächen) mit Velours umspannt und nochmals aufwändiger gesteppt. Der Kofferraum war vollständig mit Velours-Teppichboden ausgekleidet. Die optionale Lederausstattung war nur in der Farbe Dunkelbraun erhältlich. Um die CD-Variante deutlich nach oben zu positionieren, verzichtete Opel anfangs sogar darauf, für diese Fahrzeuge eine Anhängerkupplung anzubieten.

### Kritik und Design
Die wenigen Kritikpunkte betrafen vor allem die Ähnlichkeit von Karosserie und Innenraum zwischen Senator/Monza und dem Rekord E. Die Kritik war begründet, schließlich hatte Opel das Armaturenbrett und andere Innenraumdetails komplett vom billigeren Rekord E übernommen und lediglich mit Holzimitaten optisch „aufgewertet“. Diese kostensparenden Maßnahmen brachten deutlich zum Ausdruck, dass Senator und Monza ursprünglich in typischer Commodore-Tradition lediglich als leistungsfähigere und luxuriösere Rekord-Varianten konzipiert worden waren.
Auszeichnungen
Der Senator erhielt 1978 die Auszeichnung „Das Goldene Lenkrad“ in der Klasse 3. Die Erklärung der Jury lautete: „Opel ist mit diesem Auto in die europäische Spitzenklasse vorgedrungen. Eine luxuriöse Limousine für besonders hohe Ansprüche, mit hohem Fahrkomfort, exzellenter Straßenlage und robustem Motor.“

### Verkaufszahlen und Marktsituation
Der Verkaufsstart verlief erfolgreich: Von Januar bis März 1979 wurden in Deutschland 9405 Neuzulassungen von Senator/Monza registriert, dagegen 10.447 Mercedes-Benz S-Klasse/SLC und 5462 BMW 6er/7er. Damit lag der Marktanteil von Senator/Monza in der Oberklasse bei gut einem Drittel. Die Verkaufszahlen sackten infolge der zweiten Ölkrise im Herbst 1979 drastisch ab. Betroffen hiervon waren fast alle Fahrzeuge in Deutschland mit großvolumigen Motoren; viele Fahrer von Fahrzeugen mit hohem Kraftstoffverbrauch versuchten – meist erfolglos –, diese zu angemessenen Preisen zu verkaufen, um auf sparsamere umzusteigen. Die daraus resultierenden geänderten Kundenbedürfnisse schlugen sich auch in den Werbekampagnen für Senator und Monza nieder, wo nunmehr statt des bisherigen Mottos „Form und Funktion“ der Schwerpunkt auf dem Thema „Economy/Energieeffizienz“ lag.

#### Modellübersicht

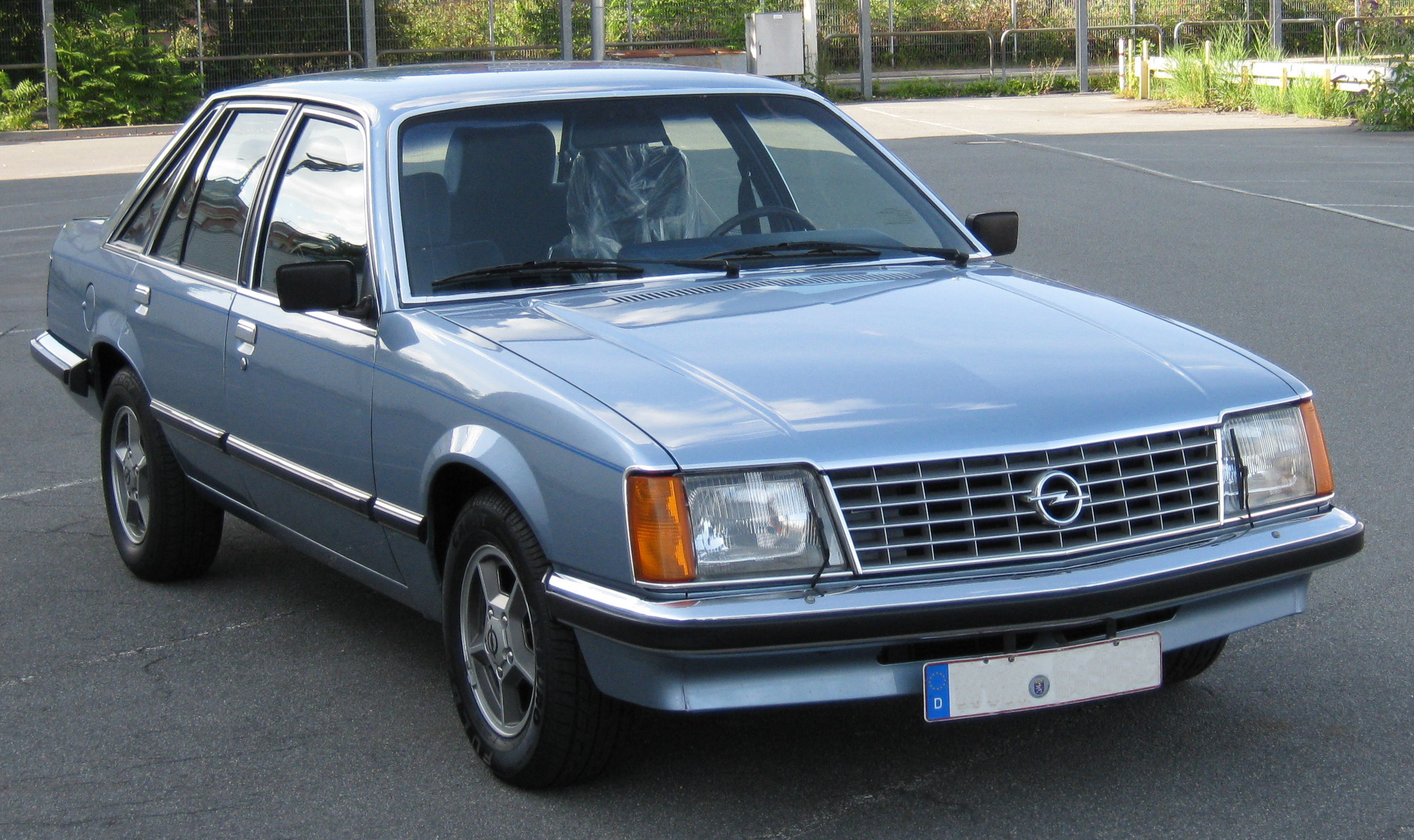
Opel Senator CD 3.0 E
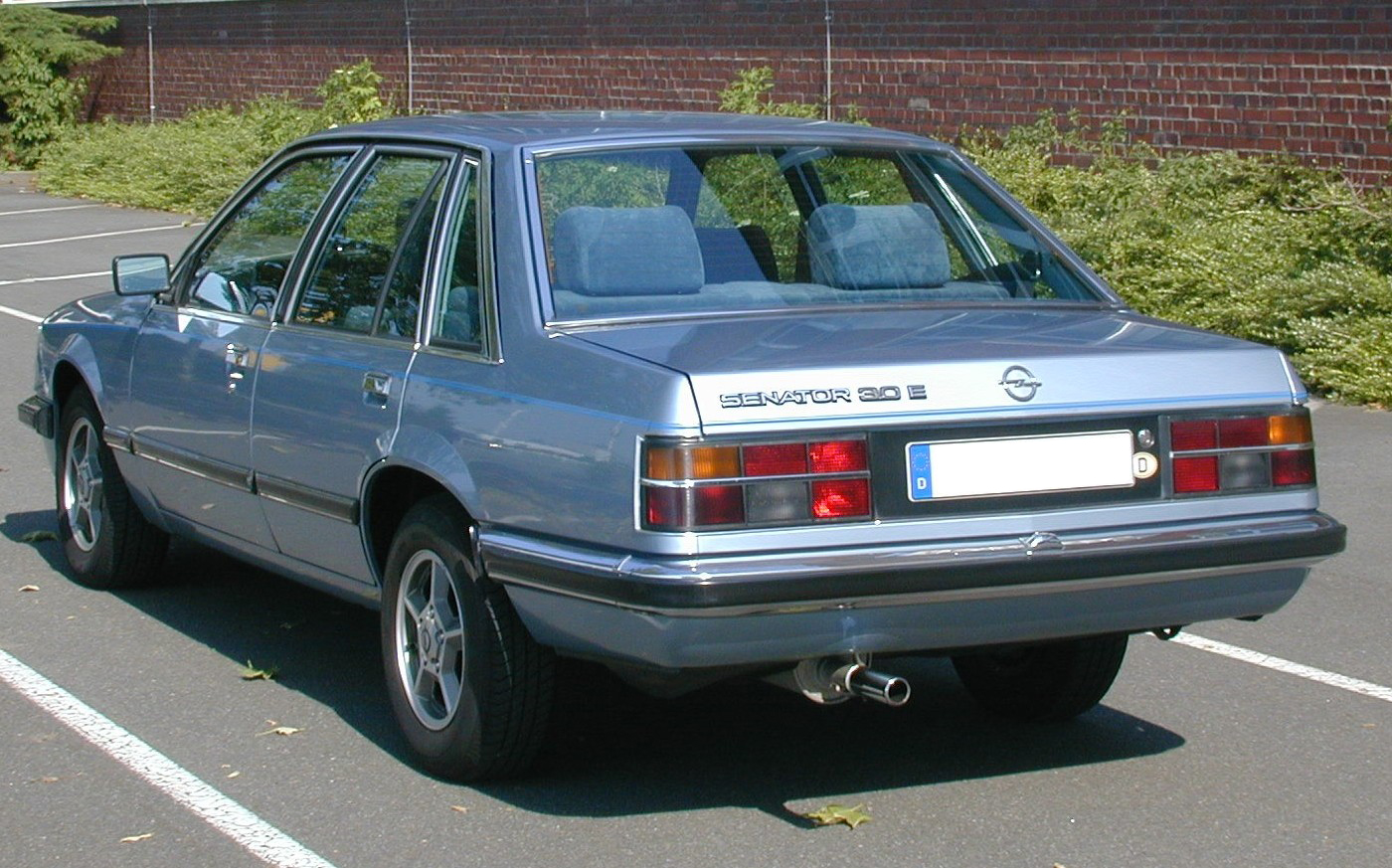
Heckansicht Opel Senator CD 3.0 E
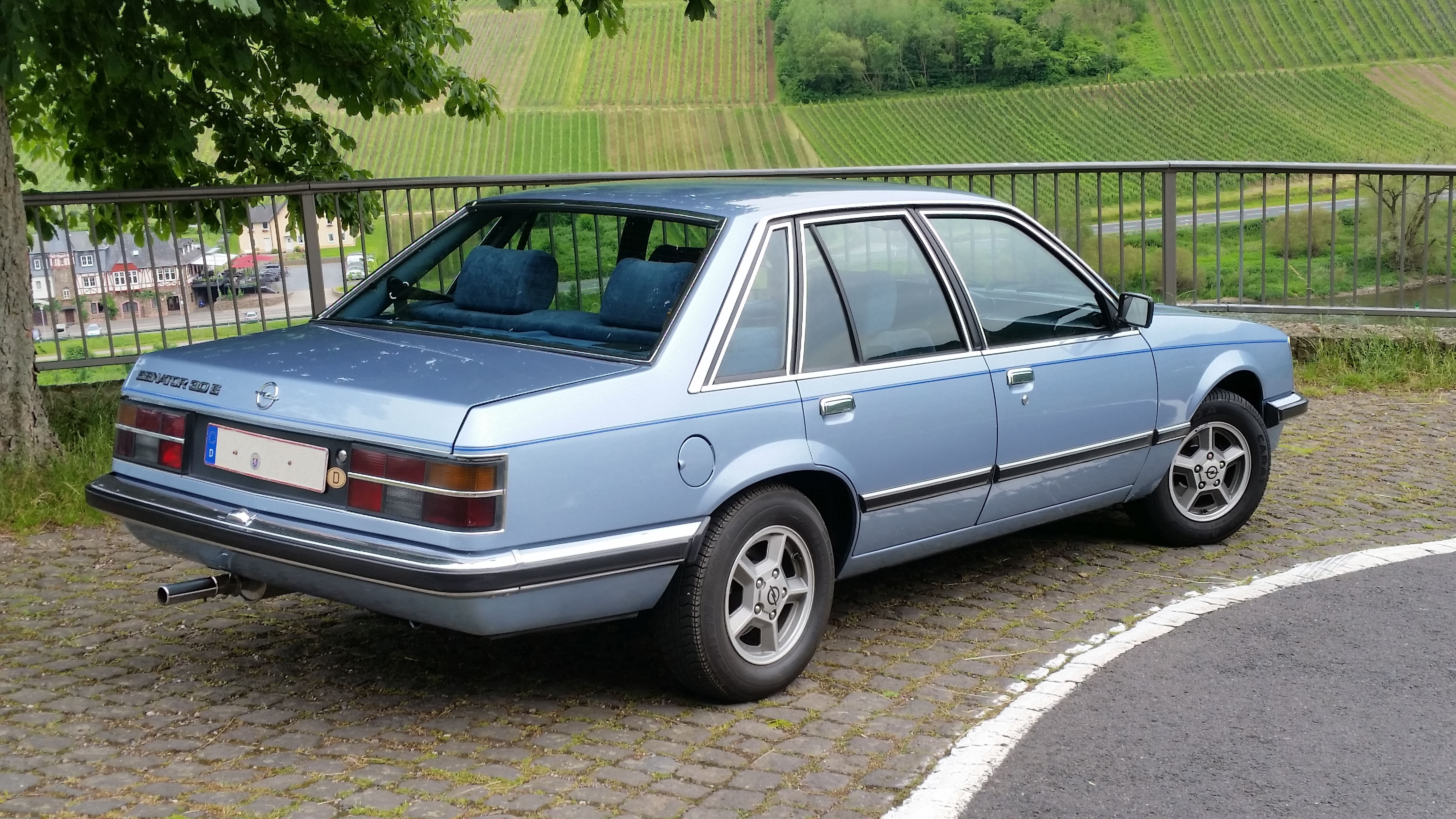
Opel Senator A 3.0 E
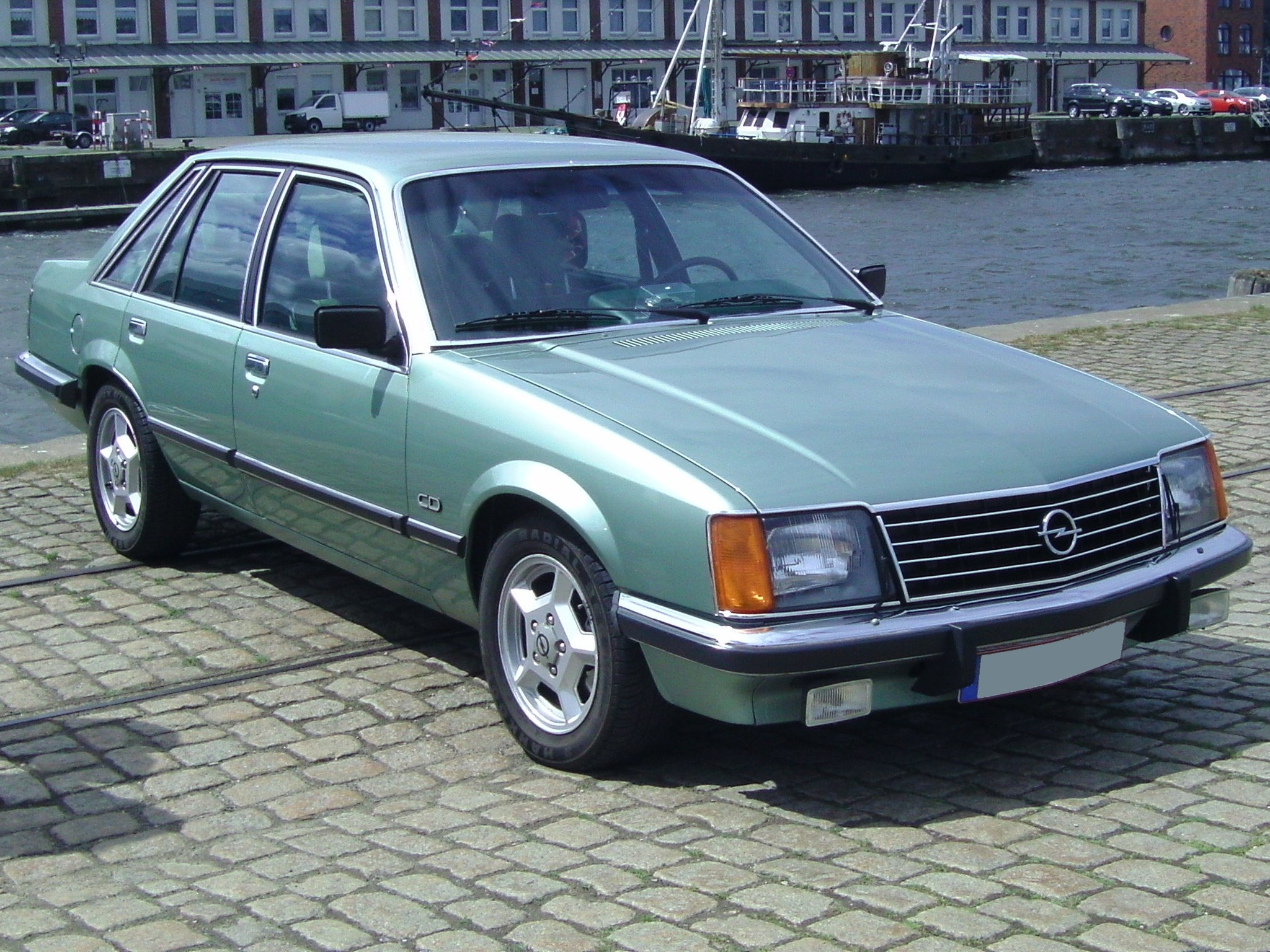
Opel Senator CD 3.0
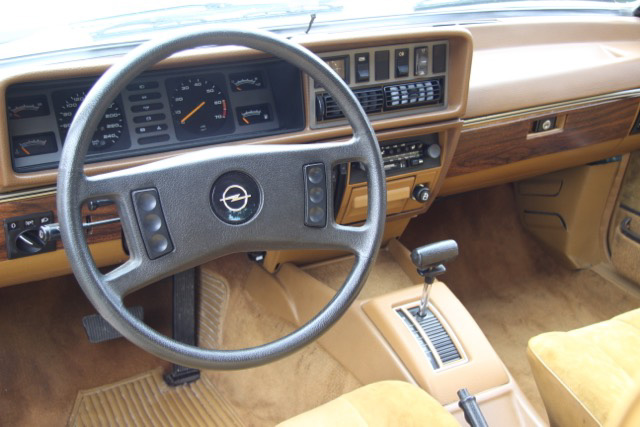
1978 Interieur Opel Monza
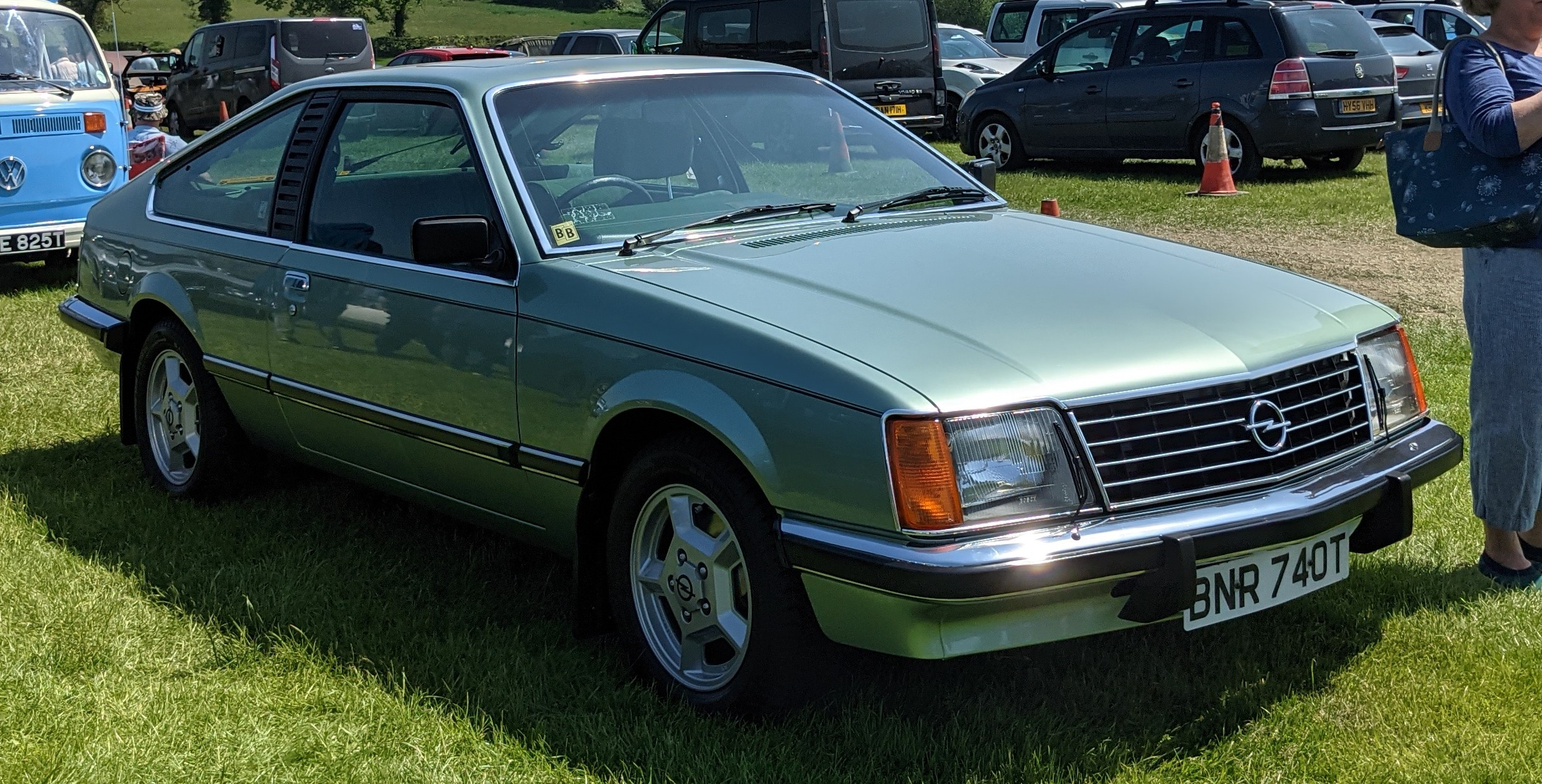
Opel Monza (1978–1982)
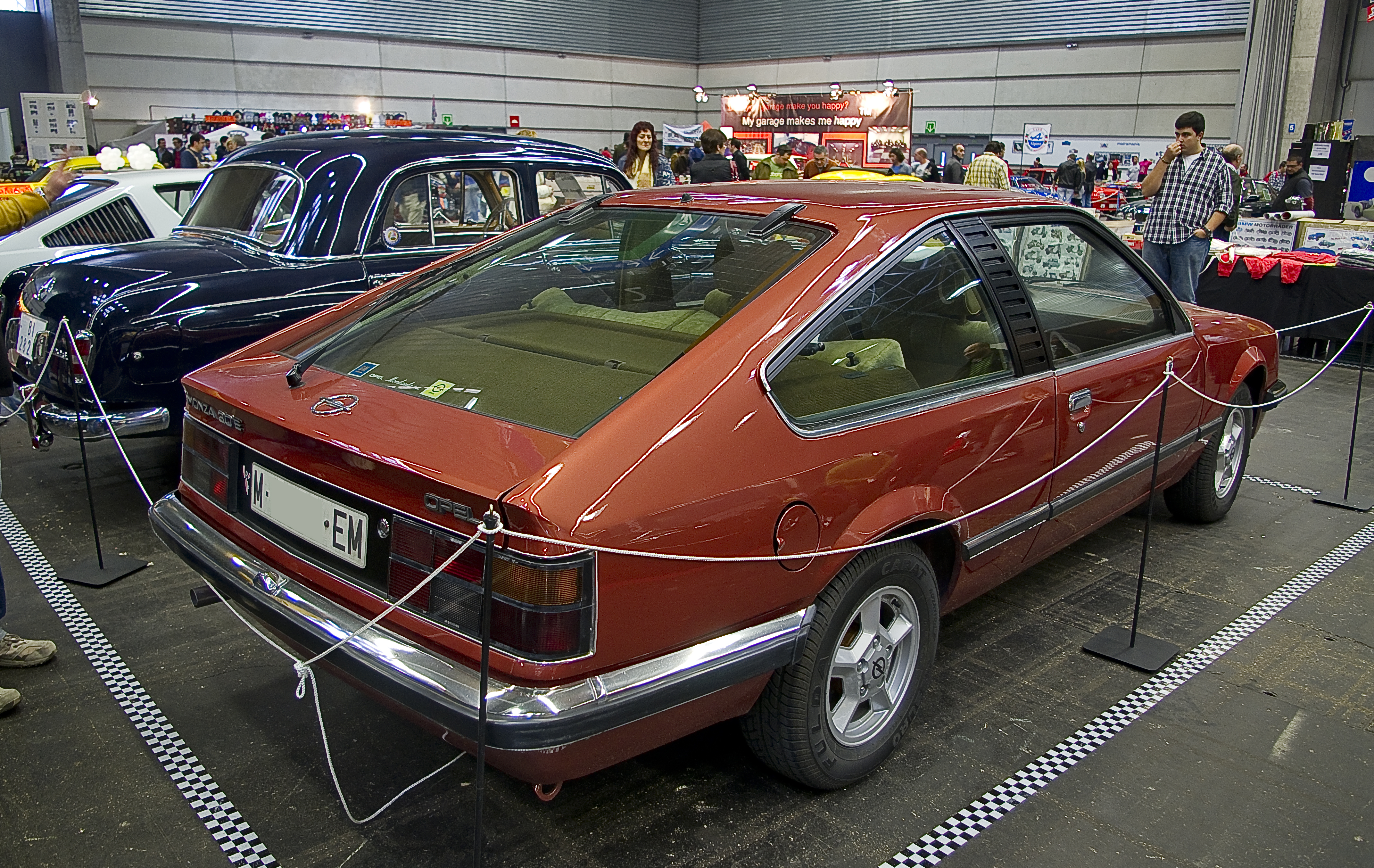
Opel Monza (1978–1982), Heckansicht
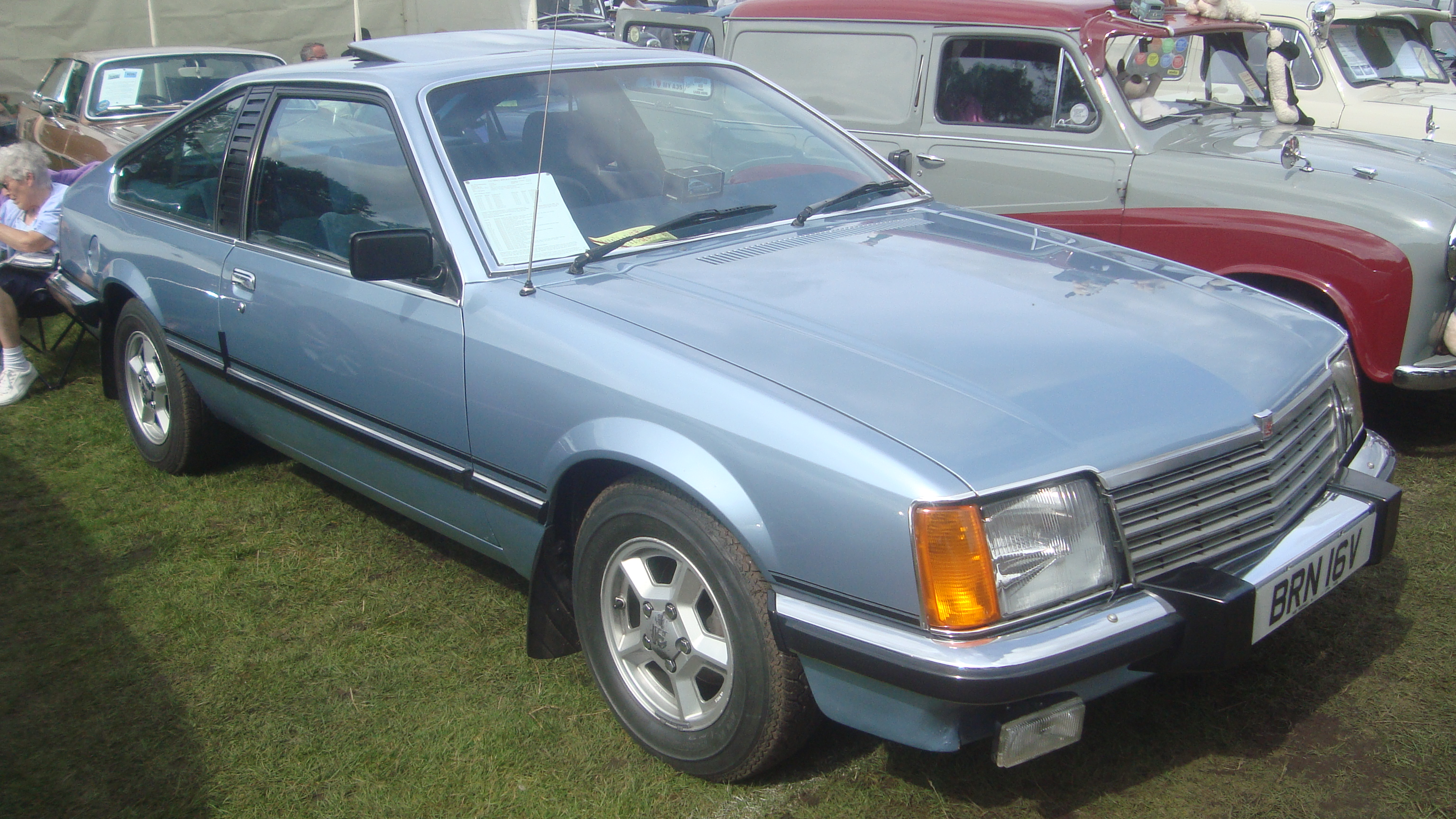
1980 Vauxhall Royale

### Senator A2 (1982–1986)

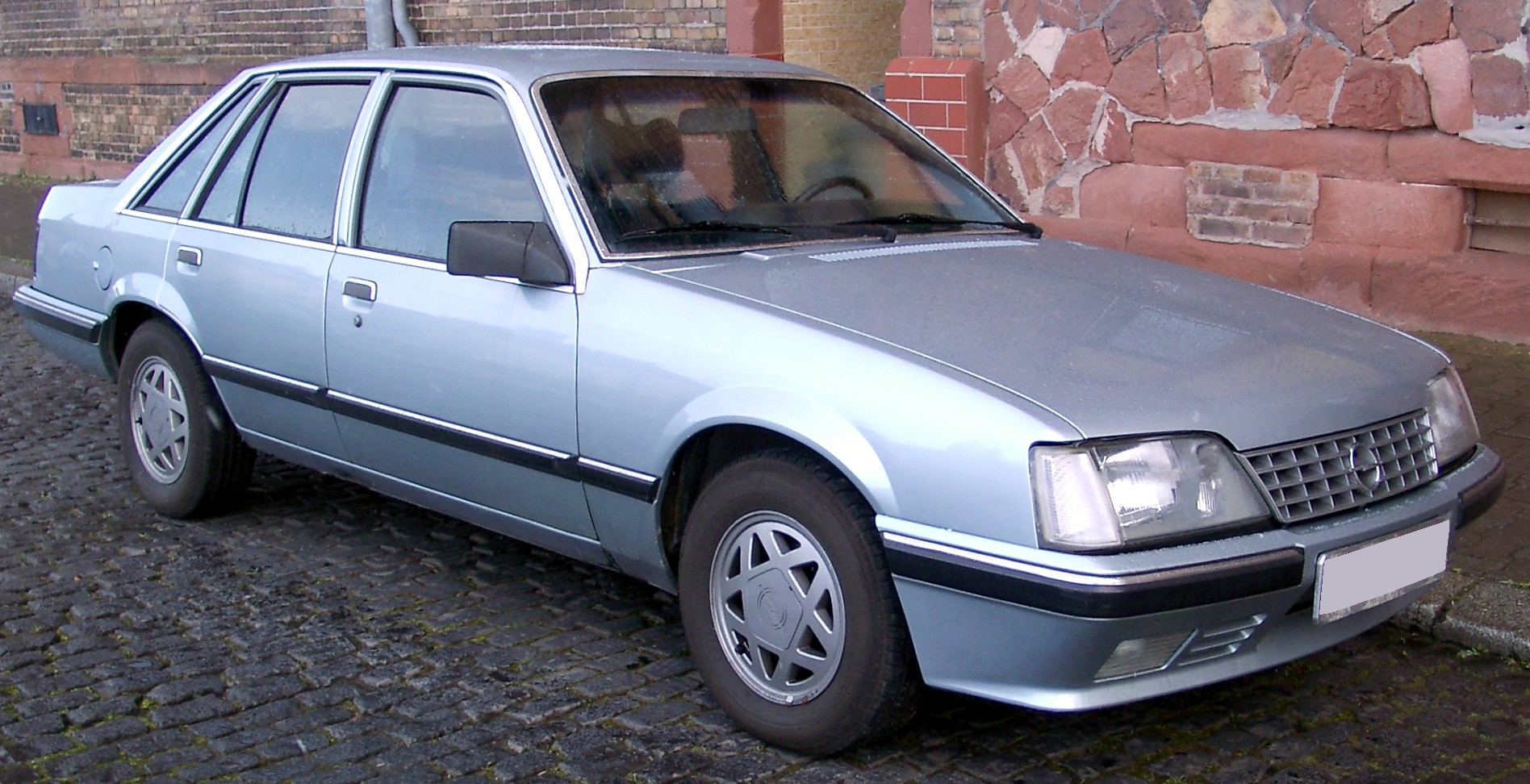
Opel Senator (1982–1986)

#### Hintergrund und Marktsituation
Opel sah sich Anfang der 1980er-Jahre immer stärkerer Konkurrenz im Segment der großen Mittelklasselimousinen ausgesetzt. Während bis dahin Mercedes-Benz und BMW die Hauptkonkurrenten waren, kamen jetzt auch noch der Audi 100 und diverse andere Modelle neuer Konkurrenten hinzu.
In einem letzten großen Vergleichstest der Zeitschrift auto motor und sport (Heft 11 und 12, 2. Juni 1982) musste sich der Senator A1 nach vierjähriger Bauzeit dem Mercedes-Benz 280 E, dem BMW 528i und dem neuen Volvo 760 GLE stellen und schaffte nur noch Rang 3 in der Endwertung (Platz 1: Mercedes-Benz 537 Punkte, Platz 2: BMW 534 Punkte, Platz 3: Opel 525 Punkte, Platz 4: Volvo 499 Punkte). Bemängelt wurden vor allem die nur durchschnittliche Verarbeitungsqualität der Karosserie und der teilweise unkultiviert agierende 3.0-E-Motor. Zwar konnte der Senator souverän das Kapitel „Fahrkomfort“ gewinnen, musste sich aber in der Disziplin „Fahreigenschaften“, in dem er bei seinem Erscheinen 1978 noch ganz neue Maßstäbe gesetzt hatte, BMW und Mercedes-Benz geschlagen geben.
Fazit des Tests: „Der große Opel ist etwas in die Jahre gekommen, ihm mangelt es offensichtlich an gezielter Modellpflege. Abgesehen von seinem mustergültigen Fahrkomfort verfügt er über keine herausragenden Qualitäten. Seine größten Nachteile: nur durchschnittliche Verarbeitung und ein wenig kultivierter Motor.“

#### Einführung und Modellpflege
So wurden nach der Modellpflege im November 1982 der Senator A2 und der Monza A2 vorgestellt, die ab März 1983 lieferbar waren. Anfang der 1980er-Jahre standen die Themen „Energiesparen“ und damit einhergehend „Aerodynamik“ ganz im Vordergrund bei der technischen Entwicklung von neuen PKW-Modellen. Senator und Monza waren mit einem Luftwiderstandsbeiwert (cw) von 0,45 nur Durchschnitt, womit sich Opel gezwungen sah, die erst vier Jahre alten Konstruktionen an die veränderten Marktbedingungen anzupassen. Der Innenraum wurde weitgehend samt neuen Dekors und Polsterdesigns vom sogenannten A1-Zwischenmodell übernommen.

### Technische Änderungen

#### Karosserie und Aerodynamik
Um den Luftwiderstand um ca. 10 % zu senken, waren Veränderungen an der Karosserie notwendig. Die Front des Fahrzeugs wurde geändert und sah der später ebenfalls gelifteten Rekord-E2-Front nun noch ähnlicher. Die Ronal-Aluminiumfelgen wurden durch Felgen im „Wollknäuel-Design“ ersetzt. Das Heck wurde leicht angehoben. Zwischen den Rückleuchten wurde eine angepasste Blende im US-Stil angebracht. Das Kennzeichen fand seinen Platz seitdem zwischen zwei Stoßstangenhörnern im unteren Bereich auf den ehemals verchromten und jetzt komplett aus Kunststoff gefertigten Stoßfängern.

#### Motoren
Als Basismotorisierung wurde nun der 2,0 E mit einem 2,0-Liter-Vierzylinder-Einspritzmotor und 81 kW (110 PS) aus dem Rekord E angeboten, der etwas später mit 85 kW (115 PS) verkauft wurde. Der 3.0-E-Motor erhielt einen Ölkühler, eine neugestaltete Kurbelwelle zur Erhöhung seiner Lebensdauer bei hoher Beanspruchung und die verbesserte Bosch-LE-Jetronic-Einspritzanlage. Des Weiteren war nun ein 2,3-Liter-Turbodiesel mit 63 kW (86 PS) erhältlich, den es sowohl mit Schalt- als auch mit Automatikgetriebe gab.

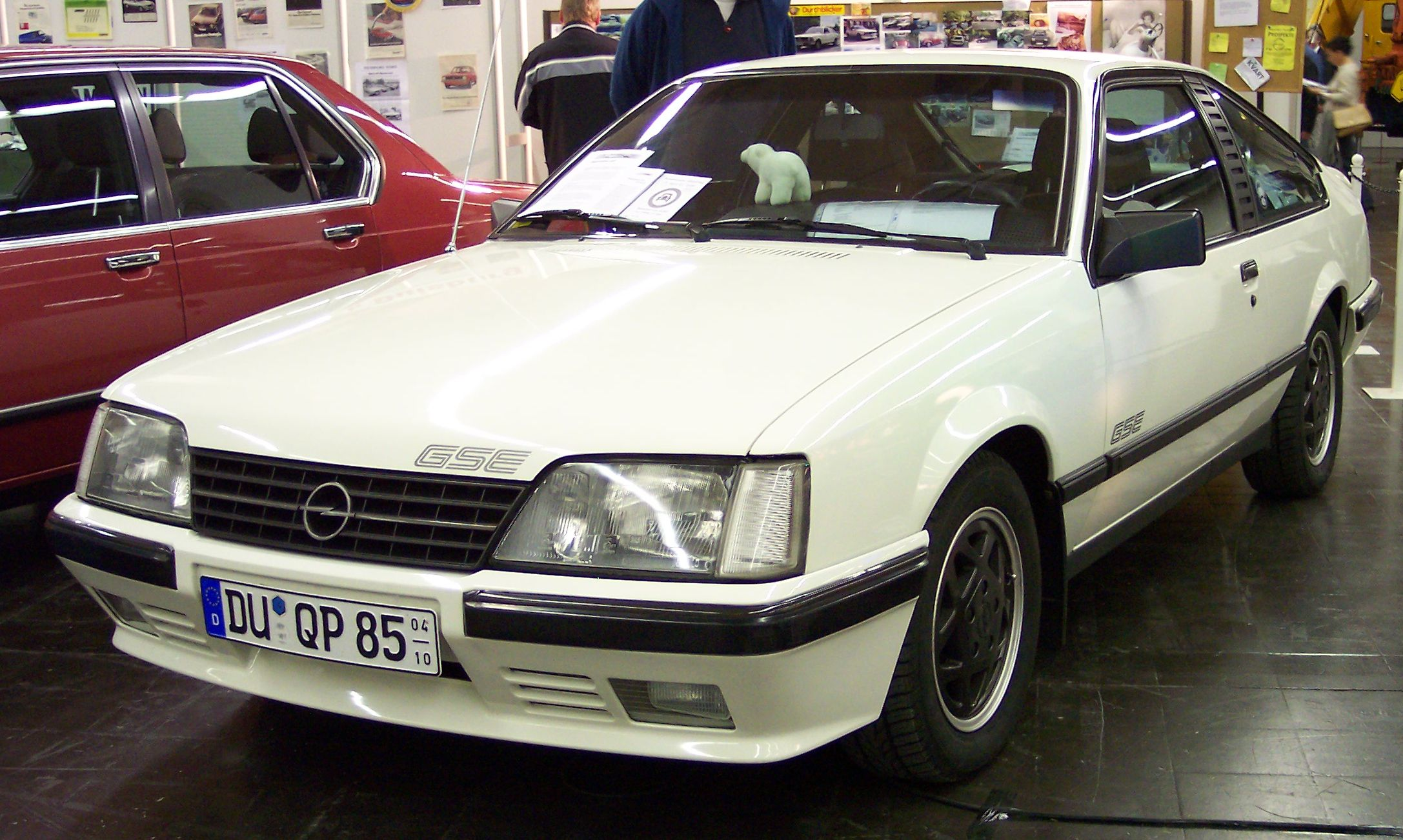
Opel Monza (1982–1986)

### Weitere Entwicklungen und Varianten
Ab August 1983 gab es optional ein Antiblockiersystem im Senator, das im CD serienmäßig war. Im Februar 1984 erhielt der Senator CD einen Digitaltacho, auch „Mäusekino“ genannt.
Der 2.5 E mit 100 kW (136 PS) wurde im Oktober 1984 durch den 2.5 i ersetzt, der mehr Drehmoment bot und nun 103 kW (140 PS) leistete. Ebenfalls im Oktober 1984 wurde der 2.0 E durch den drehmomentstärkeren 2.2 i mit 85 kW (115 PS) ersetzt. Zur selben Zeit wurde die 3-Gang-Automatik durch eine 4-Gang-Automatik abgelöst.
Ab März 1985 konnte als Alternative zum 2.3 TD in einer Sonderserie von 700 Stück der mit Comprexlader aufgeladene 2,3-Liter-Dieselmotor (70 kW / 95 PS) geordert werden. Den Senator Comprex-Diesel gab es ausschließlich mit einem Fünfgang-Schaltgetriebe. Als Besonderheit steht als Hersteller nicht Opel, sondern Irmscher auf dem Typenschild. Der Comprex-Druckwellenlader wurde von BBC entwickelt. Alle Diesel-Varianten des Senator waren wegen des höheren Motors schon von weitem an einem Buckel auf der Motorhaube zu erkennen.
Im September 1985 wurde ein 3,0-Liter-Motor mit geregeltem Katalysator eingeführt, der 3.0 i mit 115 kW (156 PS). Der Motor hatte eine herabgesetzte Verdichtung und war somit für den Betrieb mit bleifreiem Normalbenzin geeignet.

### Vergleichstests und Bewertung
Auto Bild verglich den Senator C 2.5i 1986 mit Saab 9000i 16, Ford Scorpio 2,8i GL, Audi 100 CD 2,2, Mercedes-Benz 230 E und BMW 525i. Dabei belegte der Senator den fünften Platz hinter Saab, Ford, Audi und Mercedes-Benz. Die Bewertung des Senator lautete: „Der Opel Senator hat sich gegen seine Mitstreiter in allen technischen Wertungen ohne gravierende Schwächen behauptet. Einzig die wenig luxuriöse Ausstattung sorgt dafür, daß er in der Gesamtplatzierung auf Platz fünf abgerutscht ist.“

### Produktion und Verkaufszahlen
Die letzten Senator A / Monza A wurden im Juni 1986 produziert. Um die Zeit bis zum Erscheinen des Senator B zu überbrücken, lief der Abverkauf des Senator A noch knapp ein Jahr weiter. Von Januar bis April 1987 wurden nur noch 590 Senator verkauft, wogegen im gleichen Zeitraum 7067 Limousinen der Mercedes-Benz S-Klasse abgesetzt werden konnten.

### Modellübersicht

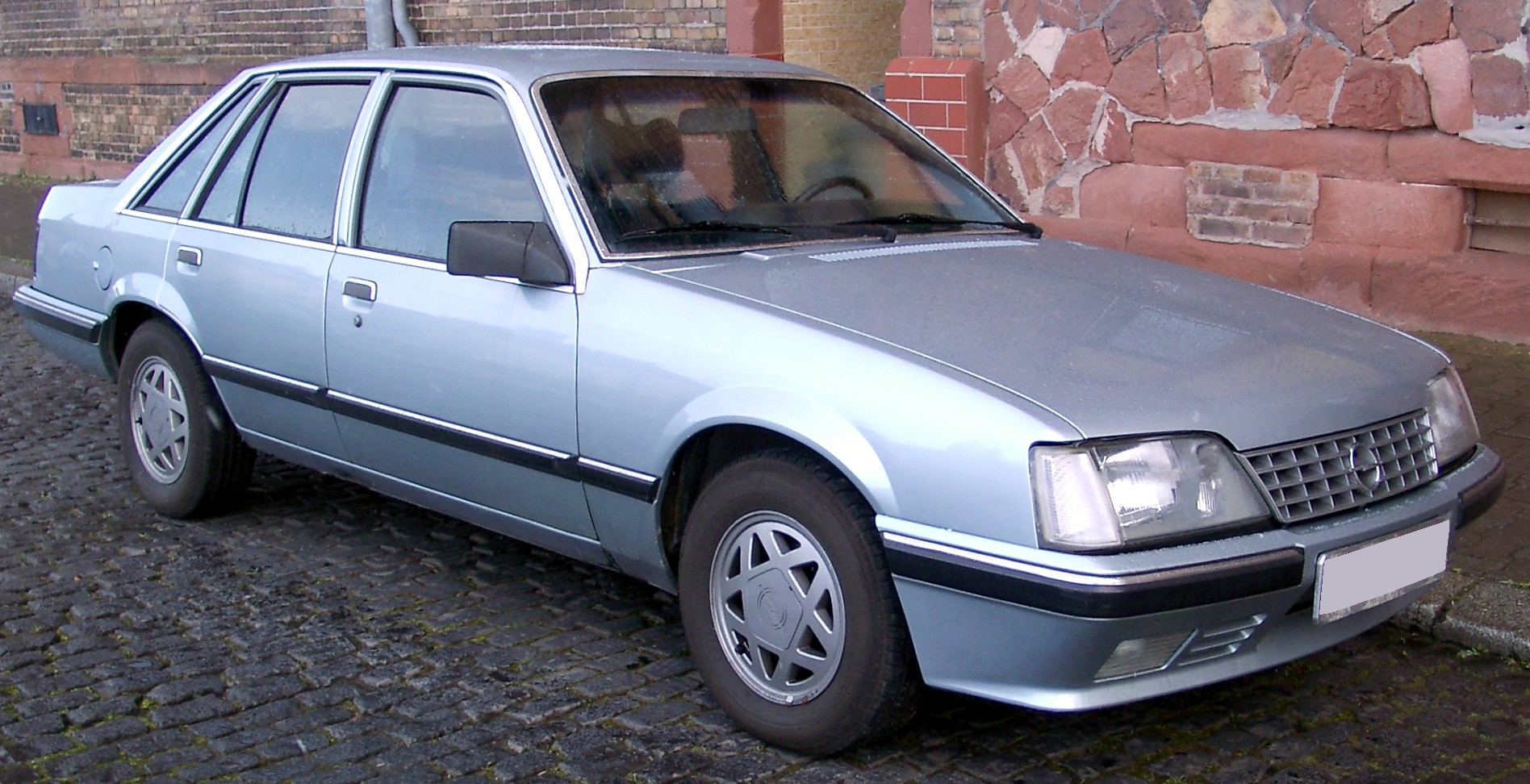
Opel Senator 2.0
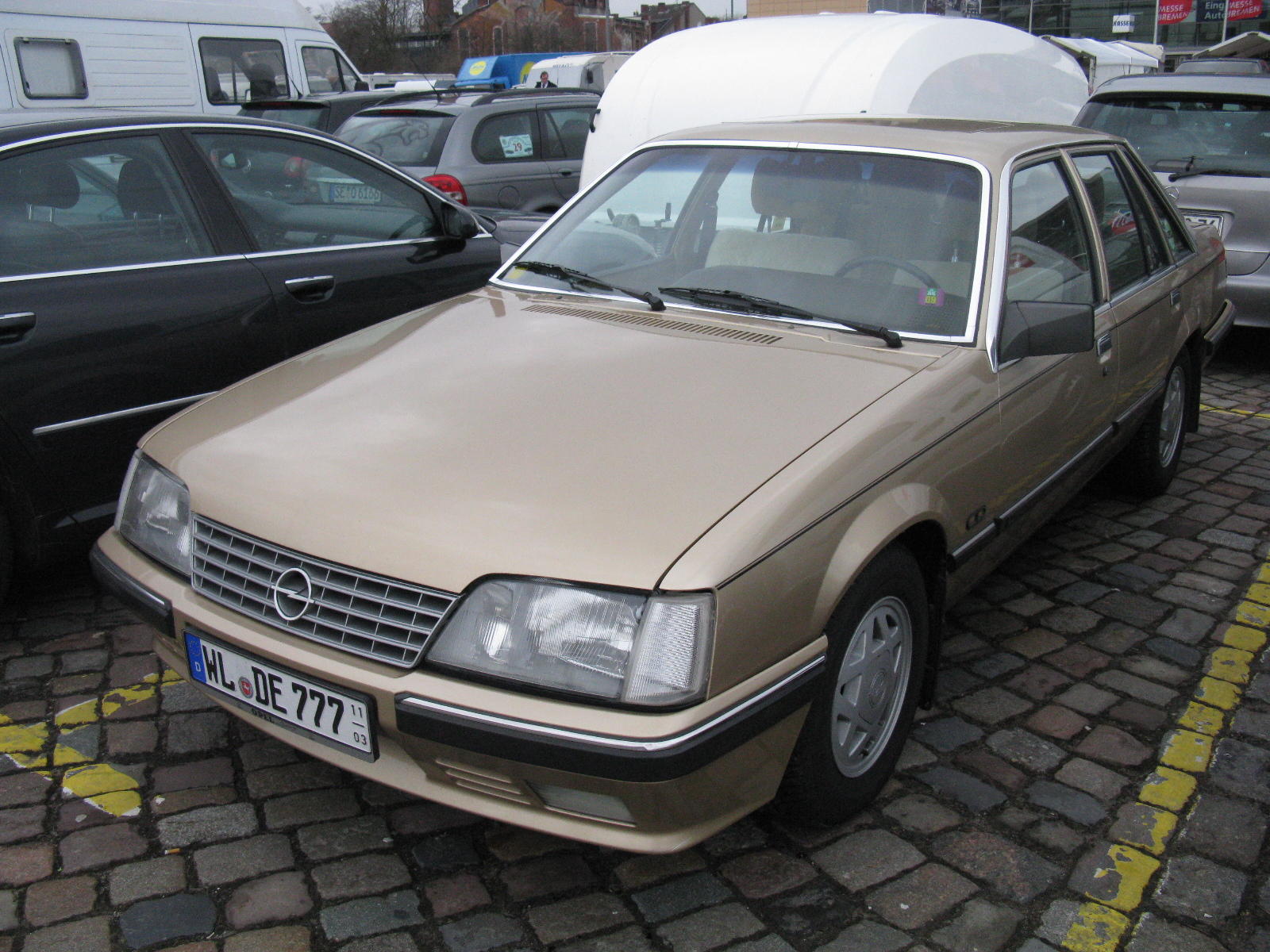
Opel Senator 3.0i
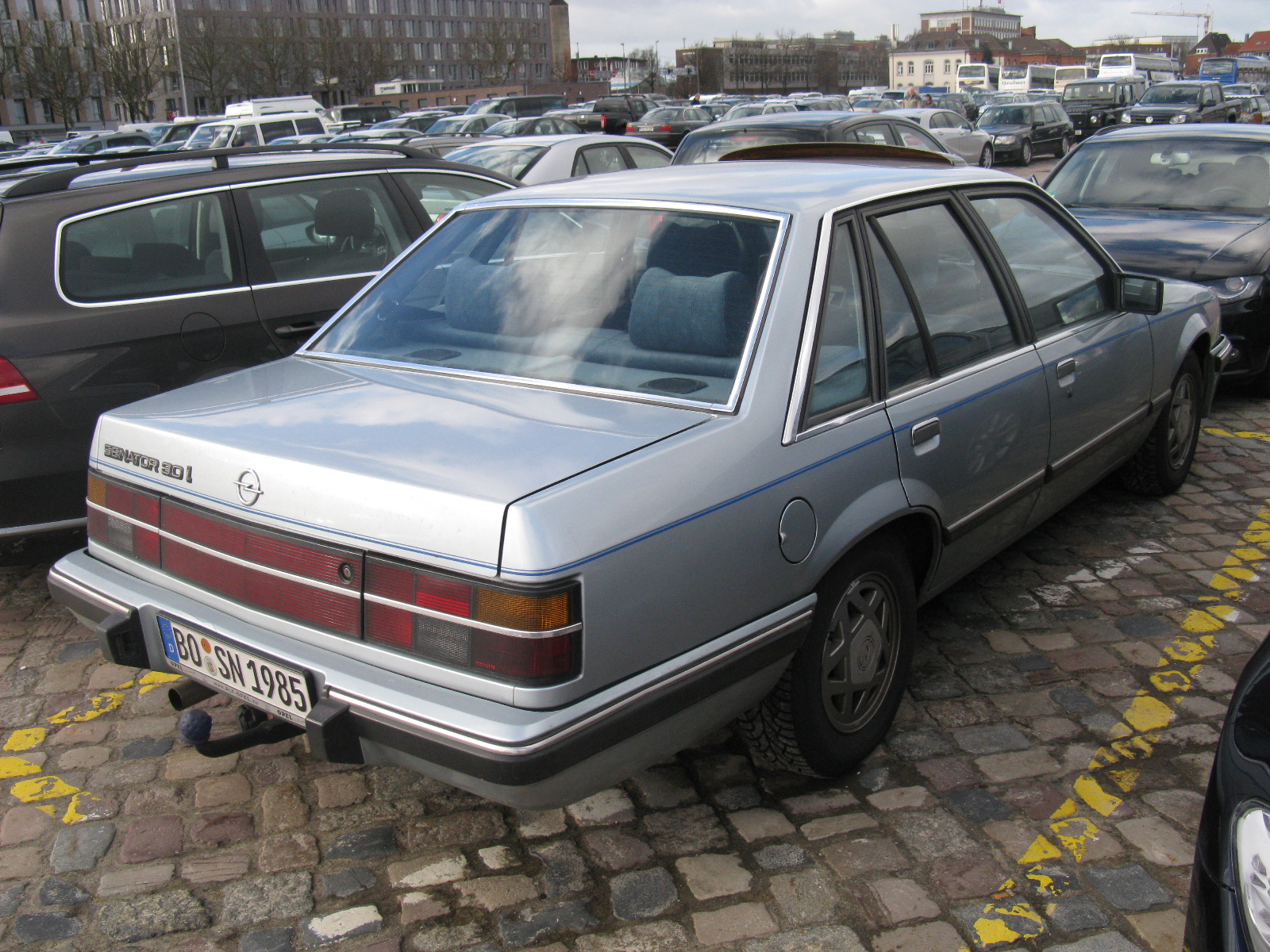
Heckansicht Opel Senator 3.0i
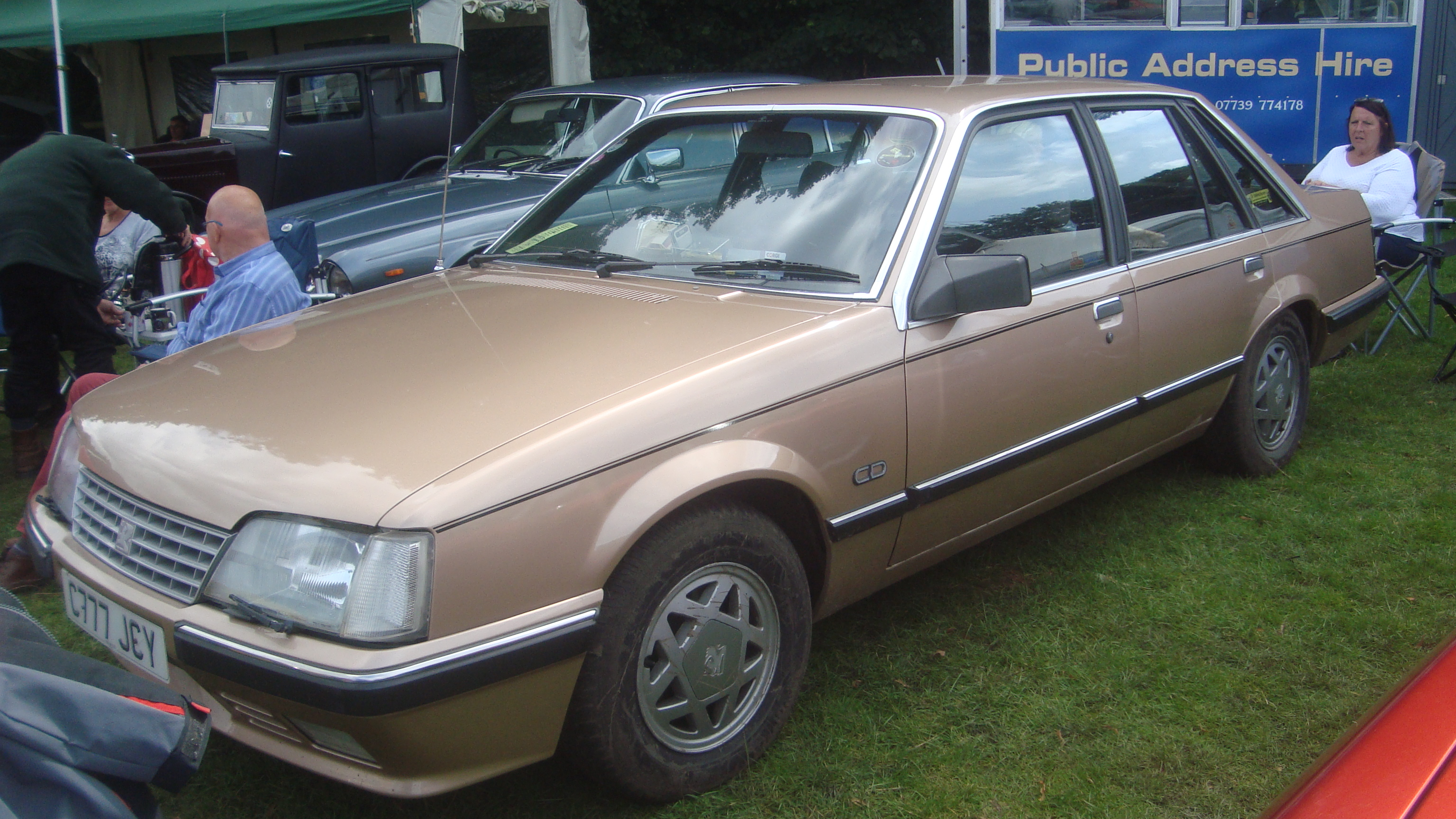
Vauxhall Senator 3.0i
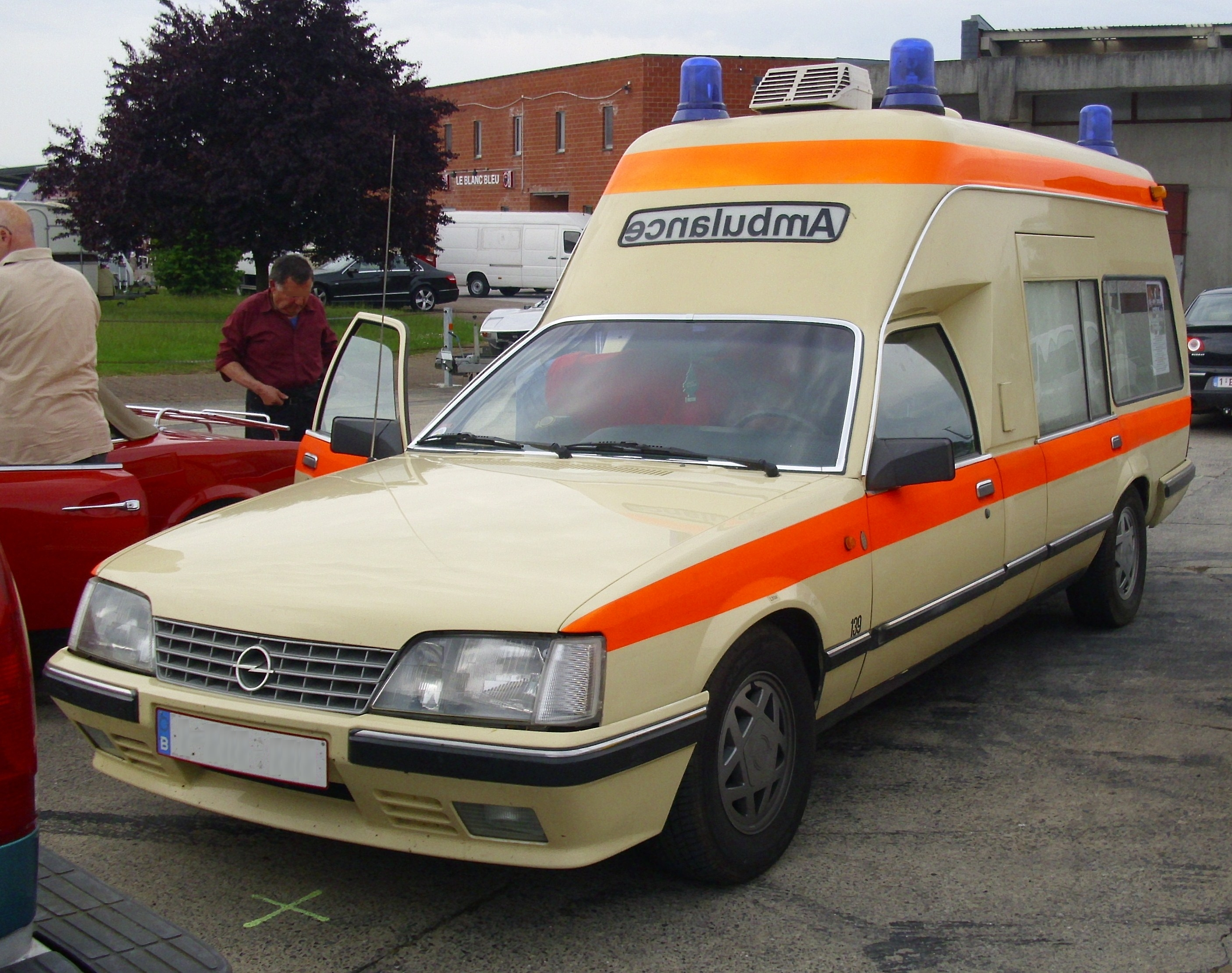
Opel Senator Krankenwagen von Miesen
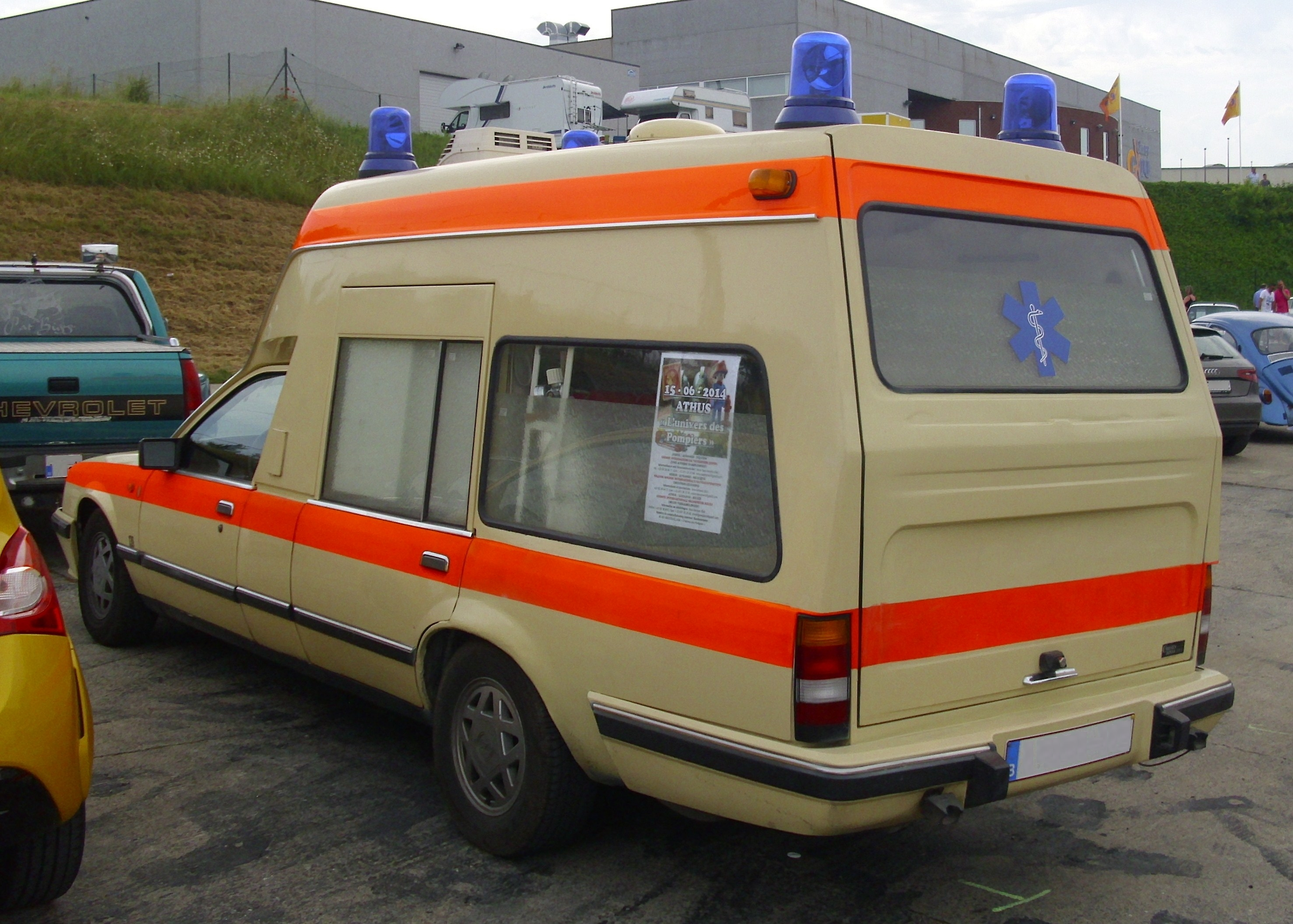
Heckansicht Opel Senator Krankenwagen von Miesen

### Motoren
Das Motorenprogramm entsprach dem des Monza. Allerdings wurde dieser nicht mit den beiden Dieselmotoren angeboten.
| Modell        | Motortyp             | Hubraum  | Leistung                     | Drehmoment          | Bauzeit         |
| ------------- | -------------------- | -------- | ---------------------------- | ------------------- | --------------- |
| 2.0 E         | Reihen-Vierzylinder  | 1979 cm³ | 85 kW (115 PS) bei 5600/min  | 160 Nm bei 4200/min | 11/1982–10/1984 |
| 2.2 i         | Reihen-Vierzylinder  | 2197 cm³ | 85 kW (115 PS) bei 4800/min  | 182 Nm bei 2600/min | 10/1984–06/1986 |
| 2.5 E         | Reihen-Sechszylinder | 2461 cm³ | 100 kW (136 PS) bei 5600/min | 185 Nm bei 4600/min | 05/1981–10/1984 |
| 2.5 i         | Reihen-Sechszylinder | 2461 cm³ | 103 kW (140 PS) bei 5200/min | 205 Nm bei 4000/min | 10/1984–06/1986 |
| 2.8 S         | Reihen-Sechszylinder | 2784 cm³ | 103 kW (140 PS) bei 5200/min | 218 Nm bei 3500/min | 02/1978–04/1981 |
| 3.0 S         | Reihen-Sechszylinder | 2969 cm³ | 110 kW (150 PS) bei 5200/min | 230 Nm bei 3400/min | 02/1978–07/1982 |
| 3.0 E         | Reihen-Sechszylinder | 2969 cm³ | 132 kW (180 PS) bei 5800/min | 248 Nm bei 4500/min | 02/1978–06/1986 |
| 3.0 i         | Reihen-Sechszylinder | 2969 cm³ | 115 kW (156 PS) bei 5600/min | 225 Nm bei 4200/min | 09/1985–06/1986 |
| 2.3 TD        | Reihen-Vierzylinder  | 2244 cm³ | 63 kW (86 PS) bei 4200/min   | 192 Nm bei 2300/min | 03/1983–06/1986 |
| 2.3 Comprex D | Reihen-Vierzylinder  | 2244 cm³ | 70 kW (95 PS) bei 4200/min   | 195 Nm bei 2400/min | 10/1984–06/1986 |

Es gab auf Wunsch auch Motoren von Mantzel oder Irmscher, u. a. mit 3,6 Litern Hubraum und 147 kW (200 PS).

### Preise
Der Neupreis in DM lag in folgender Höhe:
| Modell                         | 06/1978 | 07/1979   | 08/1980 | 01/1982 | 05/1982 | 01/1983 | 05/1983 | 07/1983 | 02/1984 | 10/1984 | 05/1985 | 06/1986 |
| ------------------------------ | ------- | --------- | ------- | ------- | ------- | ------- | ------- | ------- | ------- | ------- | ------- | ------- |
| Senator 2.5 E                  |         |           |         | 27.195  | 28.530  | 29.180  | 30.065  | 30.335  | 31.000  |         |         |         |
| Senator C 2.8 S                | 25.110  | 26.161,52 | 27.443  |         |         |         |         |         |         |         |         |         |
| Senator C 3.0 S                | 25.915  | 27.284,47 | 28.621  | 30.396  |         |         |         |         |         |         |         |         |
| Senator CD 3.0 E mit Automatik | 37.250  | 38.919,42 | 39.695  | 42.890  | 45.000  | 46.225  | 47.630  | 48.055  | 49.465  |         |         |         |
| Senator 2.0 E                  |         |           |         |         |         | 26.600  | 27.400  | 27.645  | 28.250  |         |         |         |
| Senator 2.2 i                  |         |           |         |         |         |         |         |         |         | 29.065  | 29.765  | 30.340  |
| Senator 2.5 i                  |         |           |         |         |         |         |         |         |         | 32.035  | 32.800  | 33.435  |
| Senator CD 3.0 i mit Automatik |         |           |         |         |         |         |         |         |         | 50.800  | 52.100  | 53.100  |
| Senator C 2.3 Comprex D        |         |           |         |         |         |         |         |         |         | 34.745  | 35.610  | 36.310  |

### Produktion
Insgesamt wurden 129.644 Exemplare des Opel Senator A produziert. Diese verteilten sich wie folgt auf die einzelnen Modelle:
| Modell | Einheiten |
| ------ | --------- |
| 2.5 S  | 1         |
| 2.5 E  | 6.765     |
| 2.8 S  | 21.237    |
| 3.0 S  | 7.966     |
| 3.0 E  | 33.352    |
| Gesamt | 69.321    |

| Modell    | Einheiten |
| --------- | --------- |
| 2.0 E     | 3.889     |
| 2.2 i     | 3.926     |
| 2.3 TD    | 1.668     |
| 2.3 TDX   | 700       |
| 2.5 i     | 22.969    |
| 3.0 i     | 25.613    |
| 3.0 i Kat | 1.558     |
| Gesamt    | 60.323    |

Die Produktionszahlen von 1977 bis 1986 lagen in folgender Höhe:
| Jahr      | 1977 | 1978   | 1979   | 1980   | 1981   | 1982  | 1983   | 1984   | 1985   | 1986  | Summe   |
| --------- | ---- | ------ | ------ | ------ | ------ | ----- | ------ | ------ | ------ | ----- | ------- |
| Einheiten | 30   | 19.043 | 24.591 | 10.891 | 10.747 | 9.281 | 19.831 | 14.727 | 14.134 | 9.994 | 133.239 |

## Modellgeschichte Senator B

### Senator B (1987–1993)
Der Opel Senator B ist eine viertürige Stufenhecklimousine auf Basis des Opel Omega A. Er wurde im Mai 1987 vorgestellt und war ab September 1987 lieferbar. Der Opel-Tuner Keinath fertigte wenige Exemplare eines zweitürigen Cabriolets.
Der Senator B erhielt 1987 die Auszeichnung „Das Goldene Lenkrad“ in der Klasse 3.
In Deutschland wurde der Senator B ausschließlich mit Sechszylinder-Reihenmotoren angeboten. Anfangs waren der vom Senator A übernommene 3,0-Liter-Einspritzmotor ohne Katalysator mit 130 kW (177 PS) und der ebenfalls aus diesem bekannte 3,0-Liter-Einspritzmotor mit geregeltem Katalysator und 115 kW (156 PS) lieferbar. Anfang 1988 wurde eine leistungsstärkere 3,0-Liter-Variante mit geregeltem Katalysator und 130 kW (177 PS) nachgeschoben.
Für den Export war darüber hinaus der ebenfalls vom Vorgänger stammende 2,5-Liter-Einspritzmotor mit 103 kW (140 PS) lieferbar. In einigen Ländern wurde der Senator B auch mit einem 2,3-Liter-Turbodiesel angeboten.
Im Oktober 1989 wurde der 3,0-Liter-24-Ventiler mit variablem Ansaugsystem (Dual-Ram) vorgestellt, der 150 kW (204 PS) leistete. Gleichzeitig wurde eine Modellpflege vorgenommen; dabei erhielt der Senator B eine tiefer gelegte Karosserie, dunkel eingefärbte Heckleuchten sowie einen Heckspoiler.
Ab März 1990 war der 4,0-Liter-24-Ventiler von Irmscher mit 200 kW (272 PS) erhältlich.
Im September 1990 wurden die Motoren ohne Katalysator und der 3,0-Liter-Motor mit 115 kW (156 PS) aus dem Programm genommen. Stattdessen war nun der 2,6-Liter-Motor mit Dual-Ram (110 kW/150 PS) der kleinste Motor für den Senator B.
Im Mai 1993 endete die Produktion des Senator B nach sechsjähriger Bauzeit und 69.943 hergestellten Exemplaren.

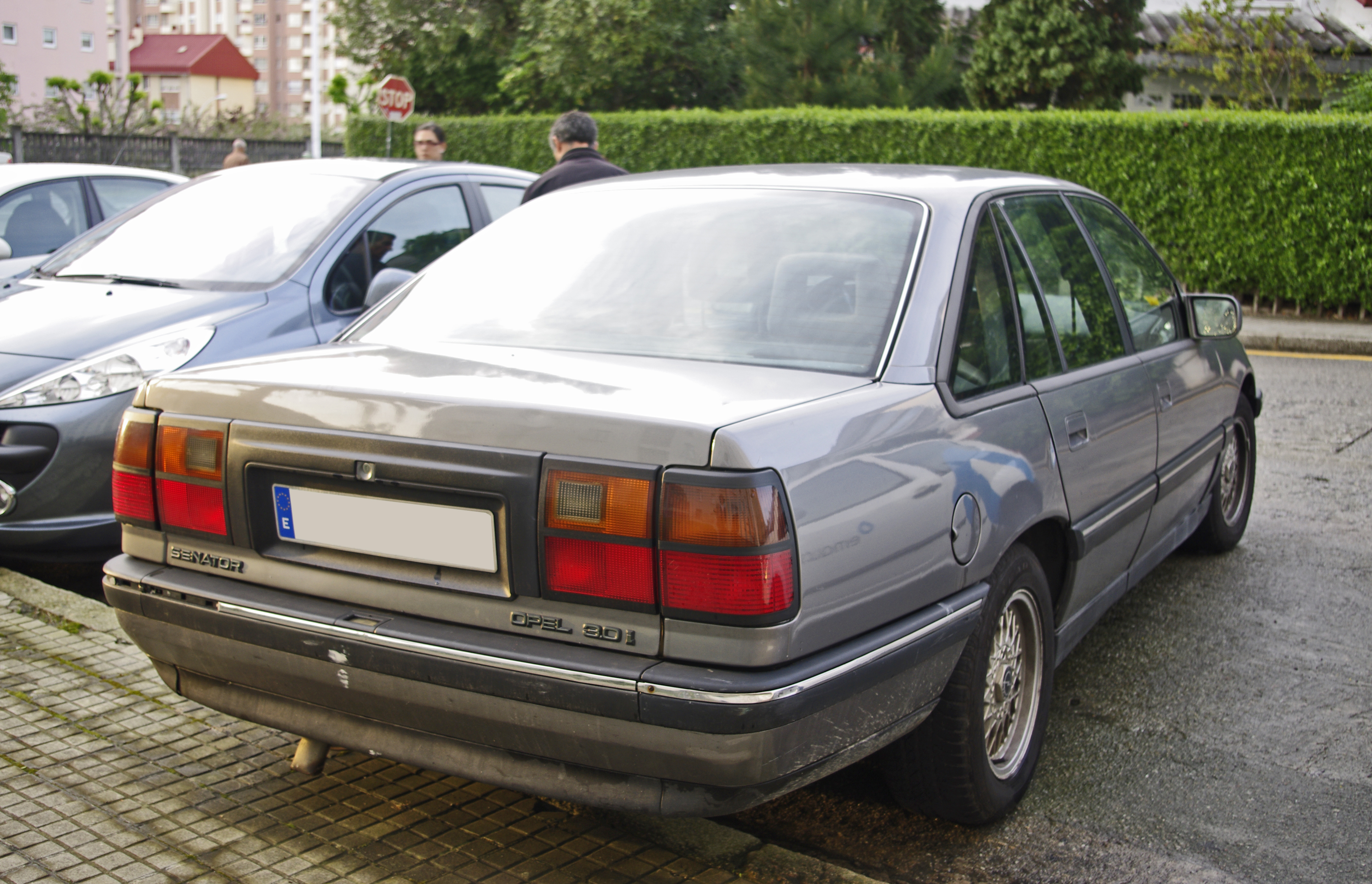
Heckansicht Opel Senator 3.0i
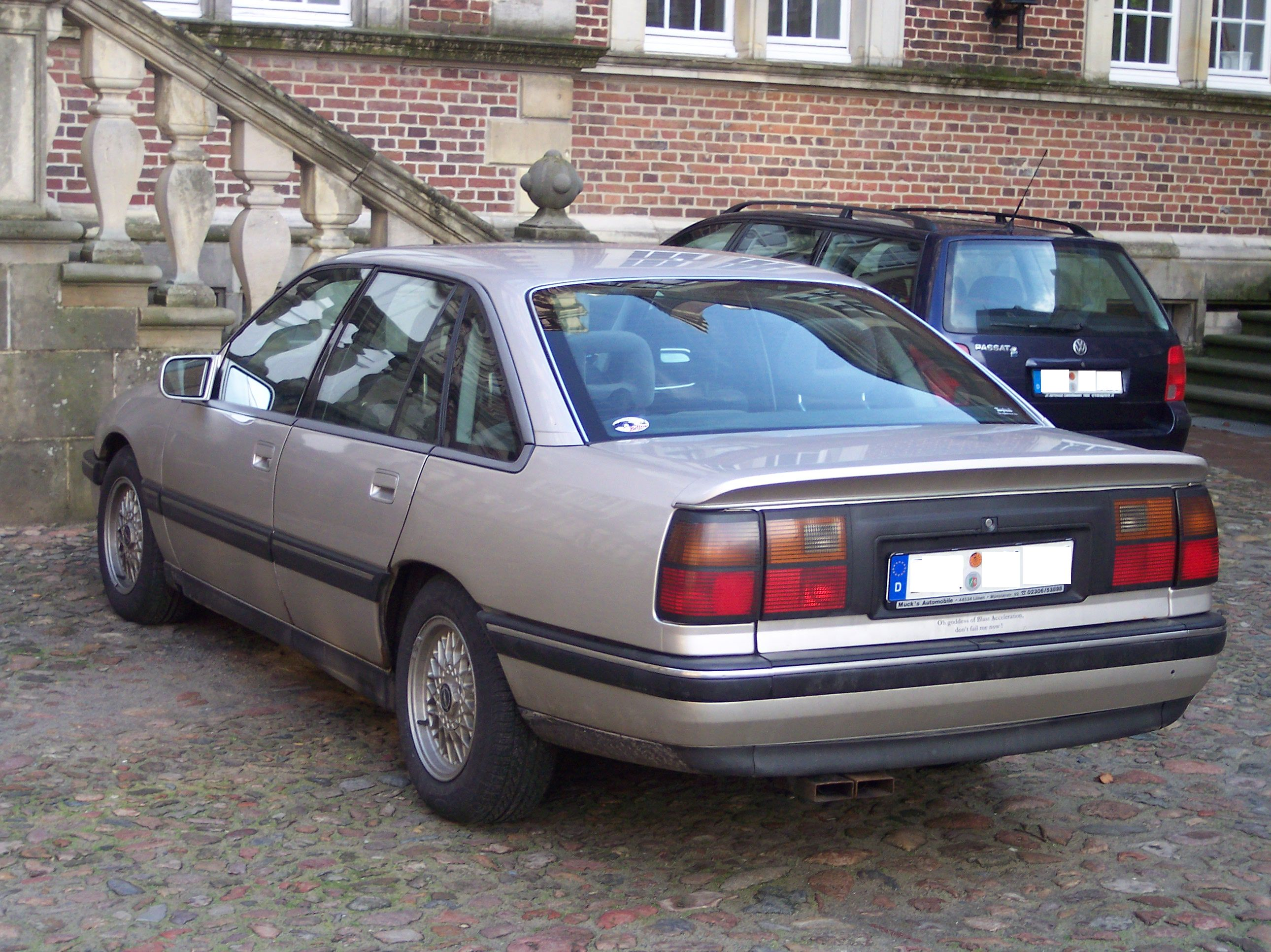
Opel Senator B, ab Herbst 1989 besaß der Senator einen Heckspoiler und dunkle Heckleuchten
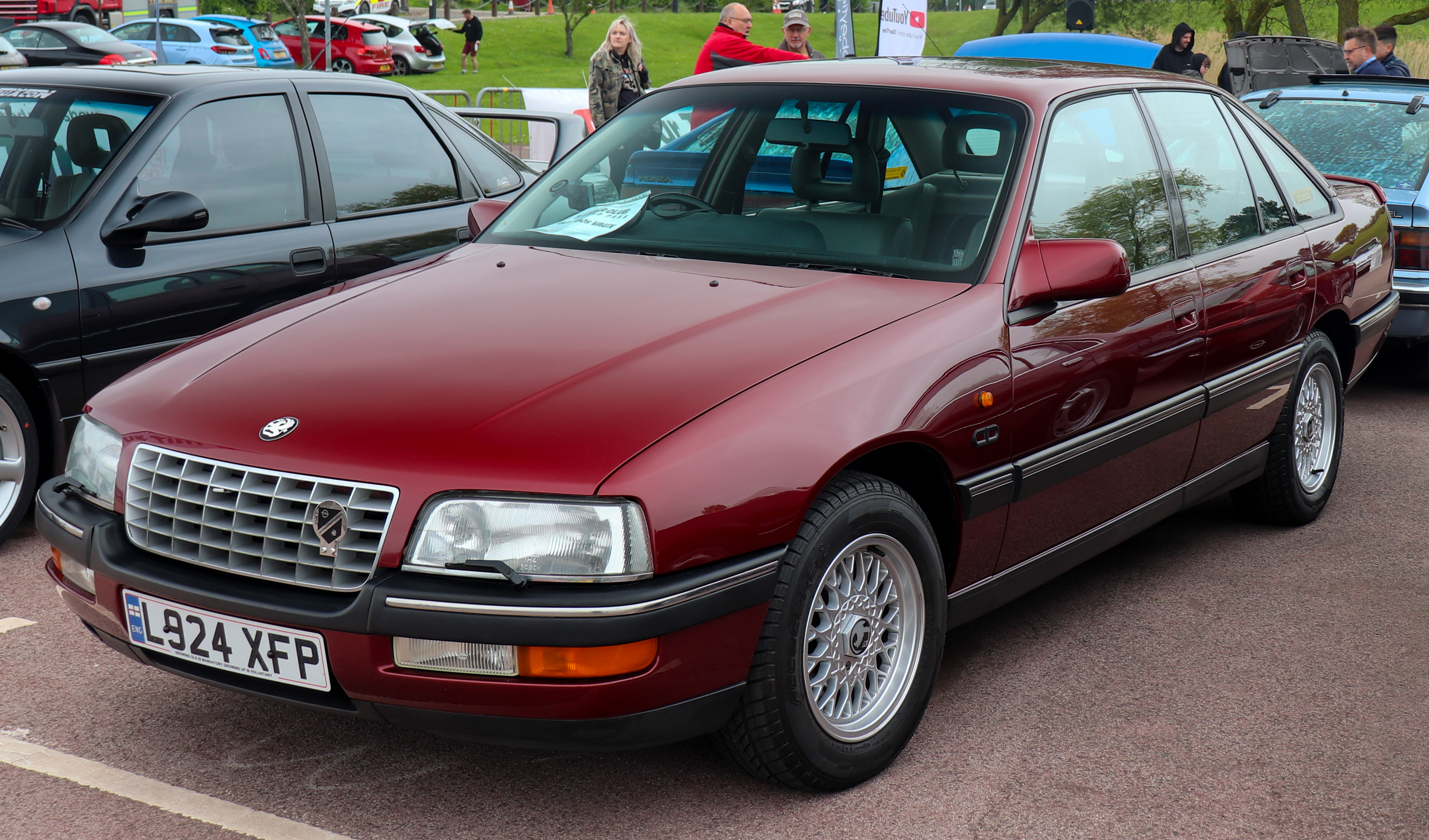
Vauxhall Senator CD 24V
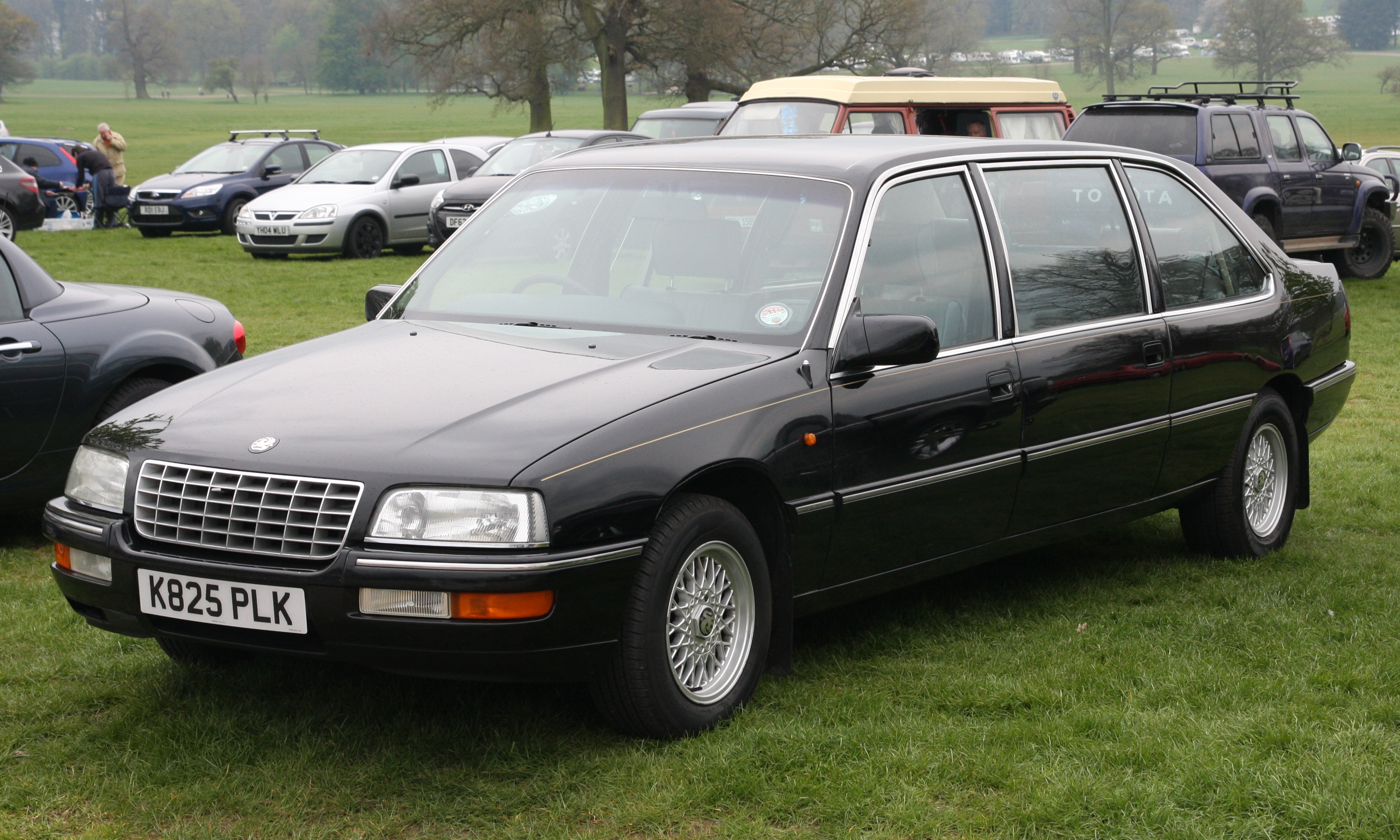
Vauxhall Senator B

### Karosserie
Der Senator B ist im Vergleich zum Omega A bei unverändertem Radstand 15,8 cm länger, 0,9 cm schmaler und 0,5 cm höher. Die Karosserie des Senator B ist strömungsgünstig geformt, die Scheiben liegen außen plan an. Der cw-Wert beträgt 0,30 und damit etwas mehr als der des Omega A von 0,28.
Ein Erkennungsmerkmal des Senator B ist insbesondere der große Kühlergrill, wohingegen der Omega A über eine glatte Front mit schmalem Kühllufteinlass verfügt. Die hinteren Radausschnitte sind im Senator B rund statt eckig. Die hinteren Dreiecks-Seitenfenster sind im Senator B größer als im Omega A. Die vorderen Blinker sitzen nicht neben den Scheinwerfern, sondern unterhalb des Stoßfängers neben den Nebelscheinwerfern. Vom Omega A unterscheidet sich der Senator B weiterhin durch große, geteilte Rückleuchten. Davon ist die Hälfte in die Heckklappe integriert. Die Rückleuchten des Senator B wurden auch von Bristol Cars für den von 1993 bis 2008 produzierten Sportwagen Bristol Blenheim verwendet.
Im Gegensatz zum Senator A befindet sich das Opel-Logo nicht im Kühlergrill, sondern auf der Motorhaube. Der Kühlergrill schwenkt mit der Motorhaube nach oben.
Auto Bild beschrieb 1987 das Aussehen des Senator B als „eine Mischung aus alt und neu: vorne RO 80, hinten Audi 100“.

### Ausstattung und Technik
Der Senator B wurde anfangs in zwei Ausstattungsvarianten angeboten: Senator und Senator CD.
Die Grundausstattung des Senator B enthält ein Antiblockiersystem und eine Servotronic von der Zahnradfabrik Friedrichshafen, welche die Kraft der Servolenkung in Abhängigkeit von der Fahrgeschwindigkeit regelt. Während die Lenkung bei niedriger Geschwindigkeit leichtgängig geht, wird sie bei zunehmendem Tempo straffer. Auto Bild bezeichnete die Servotronic 1987 als „ein Novum für deutsche Autos“. Kurz zuvor war die Servotronic bereits im BMW 7er (E32) eingeführt worden. Auto Bild kritisierte, dass die Servotronic „bei hohem Tempo etwas schwammig wirkt“. Nach Aussage eines ZF-Technikers sei die Servotronic im Senator „komfortabler abgestimmt als im BMW“.
Serienmäßig wurde der Senator B mit einem 5-Gang-Schaltgetriebe ausgeliefert. Auf Wunsch erhältlich war eine elektronisch geregelte 4-Gang-Automatik mit drei Programmen: Power, Economy und Winter. Die CD-Ausstattung verfügt serienmäßig über die Automatik. Zusätzlich umfasst die CD-Ausstattung ein Radio, ein Digitaltacho, elektrische Fensterheber und eine elektronische Fahrwerksregelung. Mit einem Rädchen am Armaturenbrett lassen sich drei Einstellungen wählen: normal, sportlich und komfortabel. Je nach Einstellung werden die Stoßdämpfer härter oder weicher.
Die Instrumente und das Lenkrad stammen aus dem Omega A, die Mittelkonsole ist neu gestaltet. Auto Bild kritisierte die „reichliche Verarbeitung von Kunststoff“. Im Innenraum sitzen die äußeren Belüftungsdüsen vorne an den Türen. Sie schwenken mit ihnen nach außen. Die Sitze, das Lenkrad sowie die vorderen und hinteren Sicherheitsgurte lassen sich in der Höhe verstellen. Die Sitze sind mit Velours bezogen, der Innenraum ist mit Velours verkleidet. Das Platzangebot ist laut Auto Bild auch auf der Rückbank „fürstlich“. Die Rücksitzbank lässt sich in drei Teilen umklappen. Der Kofferraum fasst 530 Liter und damit 10 Liter mehr als im Omega A.
Das Fahrwerk des Senator B stammt aus dem Omega A. Im Senator B ist es weicher, komfortabler abgestimmt. Auto Bild schrieb 1987, das Fahrwerk des Senator biete „sehr hohe Sicherheitsreserven und guten Komfort“. Es zähle „zum Besten (...), was bei heckgetriebenen Autos heute machbar ist“.

### Marktposition und Konkurrenz
In der Fachpresse und -literatur wurden dem Senator B Qualitäten auf Oberklasse-Niveau bescheinigt. Dass er sich gegenüber seinen Konkurrenten dennoch nicht auf dem Fahrzeugmarkt durchsetzen konnte, wurde dem fehlenden Image sowie der Ähnlichkeit mit dem Omega A zugeschrieben.
Auto Bild urteilte 1987: „Der neue Senator ist ein sehr gutes Auto. Von der Technik her wird er den Ansprüchen der Oberklasse gerecht.“ Als Konkurrenten nannte sie den Mercedes-Benz 300 E und den Audi 100/200.
Auto Bild verglich den Senator 3.0i CD 1987 mit Audi 200 Turbo, BMW 730i, Ford Scorpio 2.9i Ghia und Mercedes-Benz 260 SE. Dabei belegte der Senator hinter dem BMW und gleichauf mit dem Mercedes-Benz den zweiten Platz. Die Bewertung des Senator lautete: „Der Opel gefällt durch viele moderne Detaillösungen, die man auf Anhieb nicht sieht (z. B. elektronisch gesteuertes Getriebe). Er fährt sehr sicher und komfortabel. Was ihm fehlt, ist die Ausstrahlung.“ Der Preis des Senator CD von rund 60.000 DM lag leicht unterhalb des BMW 730i und leicht oberhalb von Mercedes-Benz 260 SE und Audi 200 Turbo. In der rund 45.000 DM teuren Grundausstattung war der Senator preislich mit dem Ford Scorpio 2.9i Ghia vergleichbar.
Der ADAC schrieb 1991: „Opels Größter hat es nicht leicht in der automobilen Oberklasse. Es fehlt ihm das Image vergleichbarer Produkte aus München oder Stuttgart, nicht aber deren Qualität.“
Der Opel Senator wurde durch den Opel Omega ersetzt.

### Technische Daten
| Modell                                               | 2.5 i | 2.6 i | 3.0 i | 3.0 i | 3.0 i | 3.0 i 24V | 4.0 i 24V |
| ---------------------------------------------------- | --- | --- | --- | --- | --- | --- | --- |
| Bauzeitraum                                          | 05/1987–08/1990 (1) | 09/1990–05/1993 | 05/1987–08/1990 | 05/1987–08/1990 | 01/1988–05/1993 | 10/1989–05/1993 | 09/1990–05/1993 |
| Motorcode                                            | 25NE | C26NE | C30LE | 30NE | C30NE | C30SE | C40SE |
| Motor                                                | 6-Zylinder-Reihenmotor (Viertakt)                                                                                                   | 6-Zylinder-Reihenmotor (Viertakt)                                                                                                   | 6-Zylinder-Reihenmotor (Viertakt)                                                                                                   | 6-Zylinder-Reihenmotor (Viertakt)                                                                                                   | 6-Zylinder-Reihenmotor (Viertakt)                                                                                                   | 6-Zylinder-Reihenmotor (Viertakt)                                                                                                   | 6-Zylinder-Reihenmotor (Viertakt)                                                                                                   |
| Katalysator                                          | ohne | geregelt | geregelt | ohne | geregelt | geregelt | geregelt |
| Hubraum                                              | 2490 cm³ | 2594 cm³ | 2969 cm³ | 2969 cm³ | 2969 cm³ | 2969 cm³ | 3983 cm³ |
| Bohrung × Hub                                        | 87 × 69,8 mm | 88,8 × 69,8 mm | 95 × 69,8 mm | 95 × 69,8 mm | 95 × 69,8 mm | 95 × 69,8 mm | 98 × 88 mm |
| Verdichtungsverhältnis                               | 9,2:1 | 9,2:1 | 8,6:1 | 9,4:1 | 9,2:1 | 10,0:1 | 10,0:1 |
| Max. Leistung bei 1/min                              | 103 kW (140 PS) bei 5200 | 110 kW (150 PS) bei 5600 | 115 kW (156 PS) bei 5400 | 130 kW (177 PS) bei 5400 | 130 kW (177 PS) bei 5800 | 150 kW (204 PS) bei 6000 | 200 kW (272 PS) bei 5800 |
| Max. Drehmoment bei 1/min                            | 205 Nm bei 4000 | 220 Nm bei 3600 | 230 Nm bei 3900 | 240 Nm bei 4400 | 240 Nm bei 4200 | 270 Nm bei 3600 | 395 Nm bei 3300 |
| Gemischaufbereitung                                  | Einspritzung (Bosch LE2-Jetronic)                                                                                                   | Einspritzung (Bosch Motronic M1.5)                                                                                                  | Einspritzung (Bosch Motronic ML4.1)                                                                                                 | Einspritzung (Bosch LE2-Jetronic)                                                                                                   | Einspritzung (Bosch Motronic ML4.1, später M1.5)                                                                                    | Einspritzung (Bosch Motronic M1.5)                                                                                                  | Einspritzung (Bosch Motronic) |
| Anzahl Ventile pro Zylinder                          | 2 | 2 | 2 | 2 | 2 | 4 | 4 |
| Ventilsteuerung                                      | Hängende Ventile, Hydrostößel, Nockenwelle seitlich im Zylinderkopf, Duplexkette                                                    | Hängende Ventile, Hydrostößel, Nockenwelle seitlich im Zylinderkopf, Duplexkette                                                    | Hängende Ventile, Hydrostößel, Nockenwelle seitlich im Zylinderkopf, Duplexkette                                                    | Hängende Ventile, Hydrostößel, Nockenwelle seitlich im Zylinderkopf, Duplexkette                                                    | Hängende Ventile, Hydrostößel, Nockenwelle seitlich im Zylinderkopf, Duplexkette                                                    | Schräg hängende Ventile, Hydrostößel, 2 obenliegende Nockenwellen, 2 Ketten                                                         | Schräg hängende Ventile, Hydrostößel, 2 obenliegende Nockenwellen, 2 Ketten                                                         |
| Kühlung                                              | Wasserkühlung | Wasserkühlung | Wasserkühlung | Wasserkühlung | Wasserkühlung | Wasserkühlung | Wasserkühlung |
| Antrieb                                              | Hinterradantrieb | Hinterradantrieb | Hinterradantrieb | Hinterradantrieb | Hinterradantrieb | Hinterradantrieb | Hinterradantrieb |
| Getriebe, serienmäßig                                | 5-Gang-Getriebe, Mittelschaltung | 5-Gang-Getriebe, Mittelschaltung | 5-Gang-Getriebe, Mittelschaltung | 5-Gang-Getriebe, Mittelschaltung | 5-Gang-Getriebe, Mittelschaltung | 5-Gang-Getriebe, Mittelschaltung | 5-Gang-Getriebe, Mittelschaltung |
| Getriebe, optional                                   | 4-Gang-Automatik (Opel) | 4-Gang-Automatik (Opel) | 4-Gang-Automatik (Opel) | 4-Gang-Automatik (Opel) | 4-Gang-Automatik (Opel) | 4-Gang-Automatik (Opel) | 4-Gang-Automatik (Opel) |
| Radaufhängung vorn                                   | MacPherson-Federbeine, Schraubenfedern, Pendel-Stabilisator, ab Okt. 1989: Gasdruck-Stoßdämpfer                                     | MacPherson-Federbeine, Schraubenfedern, Pendel-Stabilisator, ab Okt. 1989: Gasdruck-Stoßdämpfer                                     | MacPherson-Federbeine, Schraubenfedern, Pendel-Stabilisator, ab Okt. 1989: Gasdruck-Stoßdämpfer                                     | MacPherson-Federbeine, Schraubenfedern, Pendel-Stabilisator, ab Okt. 1989: Gasdruck-Stoßdämpfer                                     | MacPherson-Federbeine, Schraubenfedern, Pendel-Stabilisator, ab Okt. 1989: Gasdruck-Stoßdämpfer                                     | MacPherson-Federbeine, Schraubenfedern, Pendel-Stabilisator, ab Okt. 1989: Gasdruck-Stoßdämpfer                                     | MacPherson-Federbeine, Schraubenfedern, Pendel-Stabilisator, ab Okt. 1989: Gasdruck-Stoßdämpfer                                     |
| Radaufhängung hinten                                 | Schräglenkerachse, Querträger, Miniblock-Schraubenfedern, Drehstab-Stabilisator, ab Okt. 1989: Gasdruck-Stoßdämpfer, Diagonallenker | Schräglenkerachse, Querträger, Miniblock-Schraubenfedern, Drehstab-Stabilisator, ab Okt. 1989: Gasdruck-Stoßdämpfer, Diagonallenker | Schräglenkerachse, Querträger, Miniblock-Schraubenfedern, Drehstab-Stabilisator, ab Okt. 1989: Gasdruck-Stoßdämpfer, Diagonallenker | Schräglenkerachse, Querträger, Miniblock-Schraubenfedern, Drehstab-Stabilisator, ab Okt. 1989: Gasdruck-Stoßdämpfer, Diagonallenker | Schräglenkerachse, Querträger, Miniblock-Schraubenfedern, Drehstab-Stabilisator, ab Okt. 1989: Gasdruck-Stoßdämpfer, Diagonallenker | Schräglenkerachse, Querträger, Miniblock-Schraubenfedern, Drehstab-Stabilisator, ab Okt. 1989: Gasdruck-Stoßdämpfer, Diagonallenker | Schräglenkerachse, Querträger, Miniblock-Schraubenfedern, Drehstab-Stabilisator, ab Okt. 1989: Gasdruck-Stoßdämpfer, Diagonallenker |
| Bremsen                                              | Vierrad-Scheibenbremsen, Ø vorne 280 mm, hinten 270 mm                                                                              | Vierrad-Scheibenbremsen, Ø vorne 280 mm, hinten 270 mm                                                                              | Vierrad-Scheibenbremsen, Ø vorne 280 mm, hinten 270 mm                                                                              | Vierrad-Scheibenbremsen, Ø vorne 280 mm, hinten 270 mm                                                                              | Vierrad-Scheibenbremsen, Ø vorne 280 mm, hinten 270 mm                                                                              | Ø vorne 296 mm, hinten 270 mm | Ø vorne 296 mm, hinten 270 mm |
| Karosserie                                           | Stahlblech, selbsttragend | Stahlblech, selbsttragend | Stahlblech, selbsttragend | Stahlblech, selbsttragend | Stahlblech, selbsttragend | Stahlblech, selbsttragend | Stahlblech, selbsttragend |
| Spurweite vorn/hinten                                | 1462/1484 mm | 1462/1484 mm | 1462/1484 mm | 1462/1484 mm | 1462/1484 mm | 1462/1484 mm | 1462/1484 mm |
| Radstand                                             | 2730 mm | 2730 mm | 2730 mm | 2730 mm | 2730 mm | 2730 mm | 2730 mm |
| Länge                                                | 4845 mm | 4845 mm | 4845 mm | 4845 mm | 4845 mm | 4845 mm | 4845 mm |
| Breite                                               | 1763 mm | 1763 mm | 1763 mm | 1763 mm | 1763 mm | 1763 mm | 1763 mm |
| Höhe                                                 | 1452 mm | 1452 mm | 1452 mm | 1452 mm | 1452 mm | 1452 mm | 1430 mm |
| Leergewicht                                          | 1440–1500 kg | 1490–1550 kg | 1470–1530 kg | 1455–1515 kg | 1490–1550 kg | 1520–1580 kg | 1640 kg |
| Höchstgeschwindigkeit                                | 210 km/h | 215 km/h | 210 km/h | 220 km/h | 225 km/h | 240 km/h | 255 km/h |
| Beschleunigung, 0–100 km/h                           | 11 s | 10,5 s | 10,5 s | 9,5 s | 9,5 s | 9 s | 6,5 s |
| Verbrauch (in Liter/100 km dahinter Kraftstoffsorte) | 13 S | 12,5 S | 13 S | 13 S | 13,5 S | 12,5 S | 14,5 S |
| Kraftstofftank                                       | 75 Liter | 75 Liter | 75 Liter | 75 Liter | 75 Liter | 75 Liter | 75 Liter |
| Quellen                                              | | | | | | | |

### Preise
Der Neupreis in DM lag einschließlich Automatikgetriebe in folgender Höhe:
| Modell                        | 09/1987 | 09/1988 | 10/1989 | 01/1990 |
| ----------------------------- | ------- | ------- | ------- | ------- |
| Senator 3.0 i (156 PS)        | 48.100  | 48.555  | 49.655  | 50.830  |
| Senator 3.0 i (177 PS)        | 50.100  | 50.555  | 51.655  | 52.880  |
| Senator CD 3.0 i (177 PS)     | 60.500  | 61.600  | 63.300  | 64.900  |
| Senator CD 3.0 i 24V (204 PS) |         |         | 67.400  | 69.100  |

### Produktion
Die Produktionszahlen von 1986 bis 1993 lagen in folgender Höhe:
| Jahr      | 1986 | 1987   | 1988   | 1989   | 1990   | 1991  | 1992  | 1993  | Summe  |
| --------- | ---- | ------ | ------ | ------ | ------ | ----- | ----- | ----- | ------ |
| Einheiten | 48   | 11.589 | 14.570 | 11.684 | 14.047 | 9.431 | 5.942 | 2.640 | 69.951 |

### Qualität
Auto Bild veröffentlichte 1998 einen Gebrauchtwagen-Test zum Senator B. Demzufolge neigten die 3,0-Liter-24-Ventiler zu Rissen in der Zylinderkopfdichtung. Zudem war die Kurbelwelle für die Motorleistung unterdimensioniert. Die schwächeren 3,0-Liter-12-Ventiler hatten die längere Lebenserwartung. Bei den 2,6-Liter-Modellen kamen vereinzelt Schäden an Stößeln und Nockenwelle vor. Auto Bild zog folgendes Fazit: „In der Senator-Klasse gibt es am meisten Auto fürs Geld. Rost ist kein Thema, die Automatik arbeitet sanft und agil mit dem soliden 130-kW- (177-PS)-Motor, dazu gibt es üppigen Komfort. Typische Schwachstellen sind Ölverlust, defekte Wasserpumpen und verschlissene Bremsscheiben. Ärgerlich sind die schlechte Verarbeitung, klappernde Armaturen und Ausfälle der Zentralverriegelung. Ansonsten lupenreine Chefklasse – nur ohne Image.“
Im Herbst 2002 führte Opel eine Service-Aktion für den Senator B durch. Dabei wurde der Heizungs-Wärmetauscher kostenlos gewechselt, denn das ursprünglich eingebaute Aggregat neigte bei hohen Dauerdrehzahlen zu Undichtigkeiten. Betroffen waren Senator B ab Modelljahr 1991 mit Klimaanlage. Da es sich nicht um sicherheitsrelevante Teile handelte, wurde kein offizieller Rückruf über das Kraftfahrt-Bundesamt gestartet.

## Exportmodelle
In Großbritannien wurde der Senator A als Vauxhall Royale mit Rechtslenkung verkauft, der Monza hatte dort die Bezeichnung Royale Coupé. Erst der Senator B wurde auch in Großbritannien als der Vauxhall Senator angeboten.

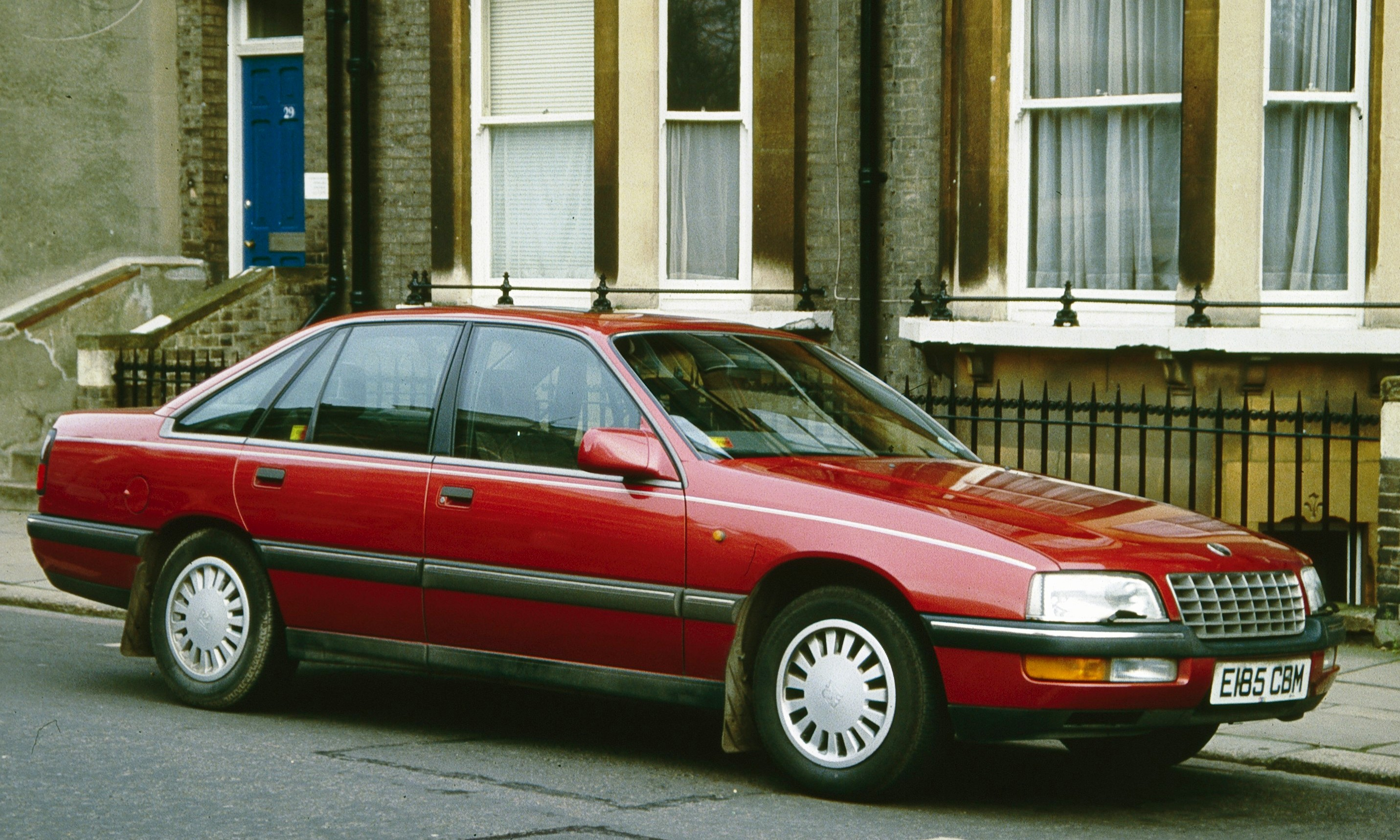
Vauxhall Senator
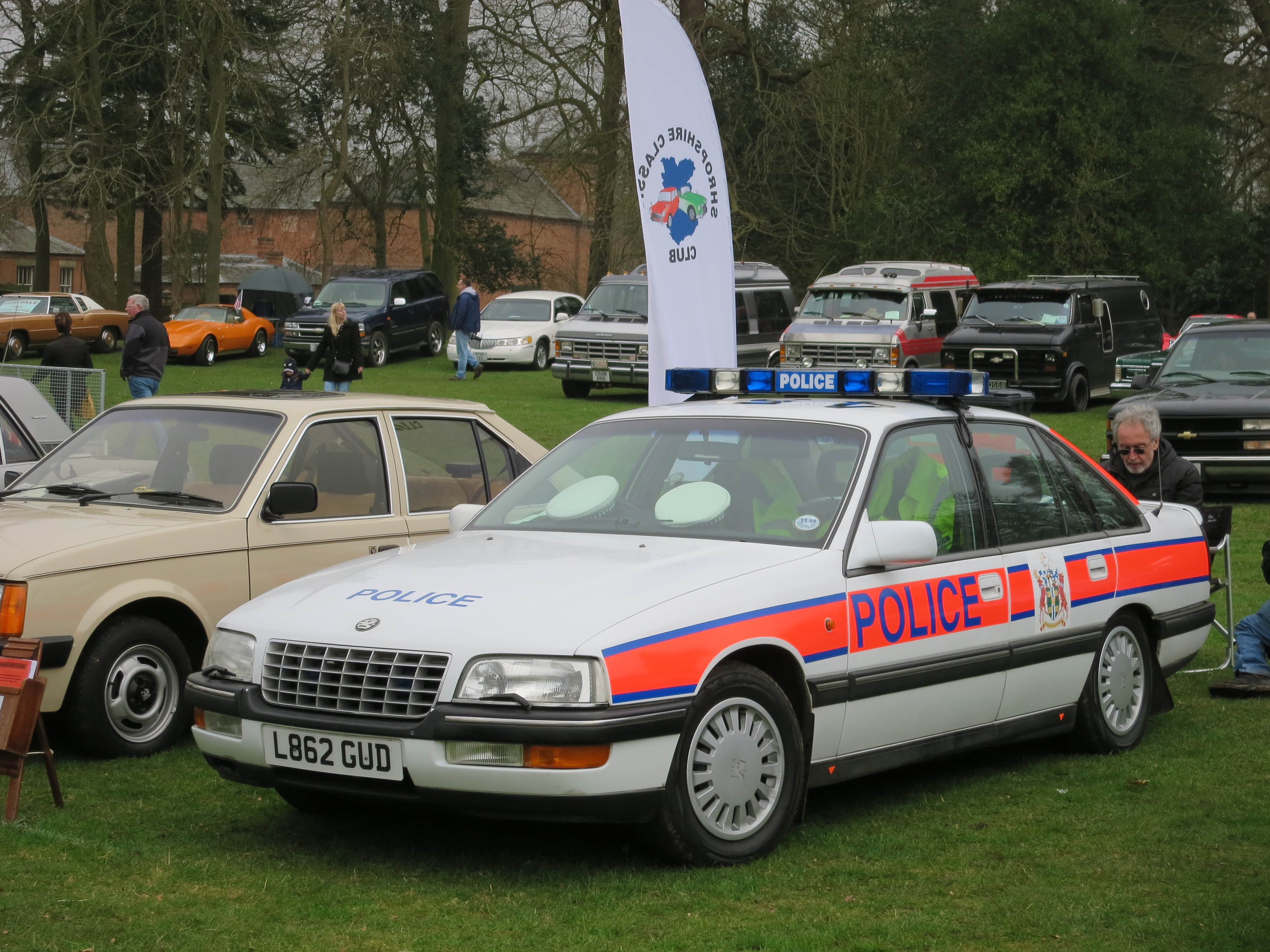
Vauxhall Senator: Ein Liebling der britischen Polizei

In Australien wurde der Senator mit einer retuschierten Karosserie mit 3,8-Liter-V6-Motoren von Buick und 5,0-Liter-V8-Motoren von Holden angeboten. Die Modelle nannten sich Commodore und Statesman. Im Rahmen einer Kooperation mit Toyota auf dem australischen Markt gab es den Holden Commodore als Toyota Lexcen, jedoch nur mit dem 3,8-Liter-V6-Motor.